# 激闘!クラッシュギアTURBO
『激闘!クラッシュギアTURBO』（げきとう クラッシュギアターボ）は、バンダイから発売されたバトル玩具『クラッシュギア』をモチーフとしたテレビアニメ作品。2001年10月7日から2003年1月26日まで名古屋テレビ発テレビ朝日系列局で放送された。全68話。
一部では"TURBO"を"T（ターボ）"と表記することがある。また、後継番組として『クラッシュギアNitro』がある。

## 概要
同名の玩具「クラッシュギア」のプロモーションアニメ。
メインキャラクターが成長を遂げていくドラマ性の高い脚本と、全編CGで描写される迫力のファイトシーンが特長。また、サンライズ作品らしくSF色が強い。
「玩具（クラッシュギア）を通じて、他者と心を通わせる」といった典型的なホビーアニメの流れ。ただし、試合のルールに細かな規制が定められてあったり、また主人公が頻繁に挫折し苦悩するなど現実的な面も多く備えている。
玩具のヒットを受け、5クールを超える制作となった。また映画化やゲーム化、漫画化など様々なメディアミックスも展開した。

## あらすじ
「クラッシュギア」と呼ばれるバトルマシンが熱狂的な人気を集める架空の世界。
ギアファイターの真理野コウヤは、四年前に不慮の事故に遭って亡くなった真理野ユウヤの弟だったが、天才ギアファイターだった兄とは正反対に落ちこぼれだった。
兄が所属していた強豪「トビタクラブ」に自分も所属していたものの、兄の死後主要メンバーが抜けたクラブは弱体化が著しく、兄のチームメイトであった万願寺タケシは、コウヤ以外のメンバーを引き連れトビタクラブを脱退し「マンガンジクラブ」を設立。コウヤの前に立ち塞がってきた。
コウヤは、兄の遺産ガルダイーグルや仲間達と共にクラッシュギアで世界一を目指す。

## 登場人物

### 主要人物

#### トビタクラブ
本編開始の4年前、アジアカップを制した強豪チーム。しかし、その後は代表選手であったユウヤの死に伴い、有力メンバーが次々に離脱。やがて存続の危機に立たされるものの、唯一残ったコウヤと新メンバーの活躍により再起していく。なお、下記の4人はそれぞれギアゴットと何らかの関連を持っている。
真理野コウヤ（マリノ コウヤ）
声 - 松元惠
使用ギア：バトルホーク⇒ガルダイーグル⇒ガルダフェニックス / 一時期：アークキャバリアー
本作の主人公。天才ギアファイター・真理野ユウヤの実弟。11歳。B型。
お調子者ですぐ愚痴を漏らす典型的な現代っ子。当初は捻くれた面が強調されたが、仲間と共にさまざまな障害を乗り越えていき、人間として大きく成長を遂げていく。仲間思いな性格でチームのメンバーを大切にしている（本人曰く「自分は（ギアファイトが）下手でバカだから、仲間を信じることしかできない」とのこと）。また、何としてでも目的を成し遂げようとする頑固な面もある。
当初は実力が伴っておらず、次第に他のメンバーとの実力差に悩んでいく。しかし、度重なる実戦や練習を積み重ねていくうちに、他のメンバーと比べても遜色がないレベルに達していく。またバトルセンス自体は高く、相手の攻撃を利用する等咄嗟の閃きに優れる。
かつての有力メンバーであった万願寺タケシに対しては、信頼を裏切られたことで激しく敵視していたが、後に彼の本意を知ったことで和解する。
なお、「コウヤ」という名前には、「荒野のような険しい人生を乗り越えて大きく成長していってほしい」というスタッフからの願いが込められている。
織座ジロウ（オリザ ジロウ）
声 - 天田真人
使用ギア：レイジングブル⇒レイジングブリット
コウヤが招き入れた最初の仲間。後にクラブリーダーを務める。12歳。O型。
大柄で腕っぷしが強く、頼れる兄貴的な存在。明るく誰よりも情に厚い性格。バランスの取れたファイトスタイルを取り、団体戦では重宝されている。かつては将来有望なピッチャーであったが、肩の故障により引退した過去を持つ。
本編開始の約1年前、父親の転勤でカナダに移住した際、偶然出会ったアレックスにクラッシュギアの面白さを教えられ、ここでも才能を開花させる。当初はトビタクラブに勧誘されても断っていたが、結局リリカに一目惚れしたことで加入した。
迅キョウスケ（ジン キョウスケ）
声 - 坂本千夏
使用ギア：ディノスパルタン⇒ディノファランクス
コウヤが招き入れた2人目の仲間。「天才ギアマスター」として名を馳せる少年。12歳。AB型。
出不精で人見知りが激しいものの、単に人付き合いが苦手なだけで根は優しい。ギアマスターゆえに理詰めのファイトスタイルを取り、キシンのような変則的スタイルの相手は大の苦手。かつてはクロウドと同じく「チーム・グリフォン」に所属していたが、まもなくある事件によりギアファイターを引退。
それからギアマスターの称号を取り、自分専用の工場に籠ってギアの研究に明け暮れていた。しかし、コウヤの熱意に動かされトビタクラブへ加入する。
物語序盤は勝利に対して強く執着しており、第10話でレギュレーション違反を犯すこともあった。また、元来の性格もあってクラブに溶け込めず、他のメンバーとしばしば対立していた。しかし、クロウドとの度重なるすれ違いをはじめ、蘭芳との決別などを通じて大きく成長していく。
丸目クロウド（マルメ クロウド）
声 - 進藤尚美
使用ギア：シューティングミラージュ⇒シューティングファントム
コウヤが招き入れた3人目の仲間。日本人とロシア人の血を継ぐクオーター。フランス出身。12歳。A型。
超人的な聴覚を有しており、それを軸に分析・対応するというファイトスタイルを取る。かつては有名クラブ「チーム・グリフォン」のエース格であったが、キョウスケとのある事件をきっかけにギアファイトを引退。その後は剣道の稽古に明け暮れていたが、コウヤの熱意に動かされトビタクラブへ加入する。
頑固で融通が利かない生真面目な性格。それゆえ、当初は「正々堂々」といったフェアプレー以外を受け入れられず、勝利に対する執念が希薄であった。しかし、チームメイトからの指摘やエディとの戦いを通じ、「勝つことの本当の意味」を理解していく。
キョウスケとは初めはお互い気まずい関係であったが、共に成長していくうえで認め合い、ワールドカップでの直接対決の後、完全に和解する。
愛機「シューティングミラージュ」は、フランス時代の友人たちとの友情の証。名前の由来は、実在した侍である丸目蔵人。
華野カオル（ハナノ カオル）
声 - 神田朱未
コウヤの幼馴染であり、後にトビタクラブのマネージャーとなる。11歳。B型。
裏表のないストレートな性格。歯に衣着せぬ物言いが多く、気に食わない相手には牙をむき出しにする。マネージャーとしては優秀であり、トビタクラブを支える縁の下の力持ち。一方、第8話で「（マンガンジカップの）招待状がなければ、（他のクラブチームから）奪っちゃえばいいのよ」と述べるなど、たまに突拍子もない言動が見受けられる。
コウヤに気がある描写が散見されるものの、劇中ではあまり掘り下げられていない。
飛田リリカ（トビタ リリカ）
声 - 根谷美智子
トビタクラブを支える監督兼オーナー代理。15歳。A型。
穏やかで母性に溢れ、コウヤたちの成長を暖かく見守る。かつてはマネージャーとしてユウヤ達のサポートをしていた。ユウヤに想いを寄せていたと思われる描写がある。
監督曰く「吉永小百合を思わせる落ち着きのある女性」としてデザインされた。
朝森ユキヒコ（アサモリ ユキヒコ）
声 - 立野香菜子
アジアカップ後に入部してきた少年。10歳。
不器用でタドタドしいが、何事にも真面目に取り組む少年。
竹村シュンスケ（タケムラ シュンスケ）
声 - 山下亜矢香
アジアカップ後に入部してきた少年。10歳。
明るく元気な性格だが、ヨイショが得意でコウヤをよく調子に乗せてしまう。

### 日本のライバルチーム

#### 万願寺ドリームス
トビタクラブを脱退した万願寺タケシが新たに設立したマンガンジクラブのメインチーム。世界で戦えるクラッシュギアチームとしてつくられている。リーダーである万願寺タケシを筆頭に、「三鎧将」と呼ばれる研究所で英才教育を受けた3人のギアファイターから成る。
万願寺タケシ（マンガンジ タケシ）
声 - 笹沼晃
使用ギア：轟月⇒鎧輝
本作の狂言回し。コウヤの宿敵であり、後にアジアチャンピオンとなる。13歳。A型。
かつてはトビタクラブのリーダー格だったが、退嬰するチームに嫌気が差して脱退。新たに「マンガンジクラブ」を結成し、覇道を突き進む。
世界有数の大企業である万願寺グループの御曹司。著名な書道家である祖父、実業家である父を持つ超エリート。一見冷徹に見えるが、内に秘める闘志は誰よりも熱い。物語終盤でリリカに「誰よりもトビタクラブを愛し、真理野ユウヤを尊敬していた人物」と語られている。
ギアファイターとしての腕は超一流。ワールドカップでは他のライバルを差し置き、優勝候補の最右翼に挙げられている。ことごとくコウヤの壁として立ちはだかり、圧倒的な強さを見せつけている。
トビタクラブを脱退した本当の理由は、生前ユウヤと交わした「弟を頼む」という約束を果たすためであり、あえて憎まれ役を買って出たことが真相。事実、秘密裏にトビタクラブへ援助を行い、ユウヤとは違う形で「兄」であり続けた。
最終回エンディングではギアファイターを引退し、世界初の少年宇宙飛行士として、スペースシャトル「鎧輝」に搭乗することが決定する。
御堂ダン（ミドウ ダン）
声 - 高橋広樹
使用ギア：轟月零式
万願寺ドリームスの副将であり、三鎧将のリーダー。IQ200を誇る智略家で、独自に考案したクラッシュギア方程式を参考にしたITファイトを得意とする。頭の中にバーチャルリングを持つとさえ言われており、相手のギアの動きをすべて読み取って戦う。AB型。
篠宮ライ（シノミヤ ライ）
声 - 山口隆行
使用ギア：蒼月
双子の兄妹ギアファイターの兄でテレパス。1000人を超えるオーディションから選ばれた万願寺ラボで特殊な訓練を受けたギアファイターで、ダッシュ攻撃を得意としている。双子のため妹・リンとの同調により、タッグ戦では無敵の強さを誇る。O型。
篠宮リン（シノミヤ リン）
声 - 立野香菜子
使用ギア：紫月
双子の兄妹ギアファイターの妹でテレパス。1000人を超えるオーディションから選ばれた万願寺ラボで特殊な訓練を受けたギアファイターで、スピン攻撃を得意としている。双子のため兄・ライとの同調により、タッグ戦では無敵の強さを誇る。O型。
ワールドカップでは万願寺と共にベスト8まで勝ち上がり、クロウドと対戦する。一進一退の攻防の末、必殺技同士の激突に僅差で敗れる。しかしこのファイトでのダメージでクロウドのシューティングファントムは内部に亀裂を負い、彼が準決勝を不戦敗する一因となる。
胡麻野シンノスケ（ゴマノ シンノスケ）、揉田ダイキチ（モミタ ダイキチ）
声 - 立野香菜子（胡麻野）、松岡美佳（揉田）
万願寺のマネージャーにして腰巾着（揉田は雑用係も兼任）。もとはトビタクラブのマネージャーであったが、万願寺とともにトビタクラブを辞めマンガンジクラブに入った。トビタクラブにはよく嫌味を言うが、万願寺に対しては尊敬の念を持って接している。
第1回ワールドカップのころにトビタクラブへ入部したメンバーで、当時1人でクラブを引っ張っていた万願寺からギアファイトの指導を受けていた。そのため万願寺への感謝の念と尊敬心は誰よりも高く、ワールドカップ最終戦へ臨む万願寺へ、涙ながらにこれまでの感謝の意を伝えている。また、万願寺からも今までついてきてくれたことを感謝されている。
最終回エンディングでは万願寺の意向もありトビタクラブに戻っている。どちらも12歳でB型。コウヤからは「万願寺のイソギンチャク」と呼ばれている。
江畑リョウイチ（エバタ リョウイチ）
声 - 小山田浩子
使用ギア：ワイルドスタッグ
マンガンジクラブの一員。もとはトビタクラブに所属していたが万願寺と共に脱退していった者たちの一人。トビタ時代からコウヤが常に優遇されていると思っており、今でもコウヤを快く思っていない。万願寺のことは尊敬しているようで、ワールドカップ決勝戦では他のマンガンジクラブの部員と共に万願寺の応援に来ていた。12歳。

#### マイティギアーズ
万願寺がそれぞれの分野のプロを集めて作り上げたクラッシュギアチーム。トビタクラブは万願寺カップのエキジビションマッチで、全戦全敗の屈辱を味わうことになる。武闘館カップ決勝でのトビタクラブとの再戦後、メンバー達が本業に専念したことで実質解散となった。23話では「マイティ・ギアズ」と表記された。
滝ヒロオミ（タキ ヒロオミ）
声 - 浅川悠
使用ギア：エアロライダー
ジロウの親友。スケボー界に現れた新鋭選手。12歳。A型。
本編開始の約1年前、リトルリーグでジロウとバッテリーを組んでいた。しかし、ジロウが野球を辞めて海外に飛び立って以降、自らもスケボー界へ転向する。やがてメキメキと頭角を現していき、その技術を買われマイティギアーズに抜擢された。ジロウとの再戦で引き分けた後、スケボー留学でアメリカへ旅立つ。
第37話にて、アメリカへ立った後にブラッドに敗北したことが判明。その後、第54話の準々決勝を観戦した後、新技「ハリケーンクラッシャー」を披露した。
大川キシン（オオカワ キシン）
声 - 大本眞基子
使用ギア：飛将角
キョウスケの宿敵。全日本ジュニア将棋名人戦で3連覇を成し遂げた天才棋士。12歳。O型。
「最初の一手で百手先まで見通す」と評されるほど先読みの能力に長け、鍛えられた精神力はクラッシュギアにおいて異彩を放つ。試合の際は大川家に伝わる般若の面をつけて戦う。マイティギアーズを抜けた後、自身に本気で挑む棋士がいなくなった事に失望していたが、キョウスケからの挑戦状を受け、海に囲まれた「クラッシュ巌流島」においてのファイトを提供する。キョウスケとのファイトの中で失いかけた情熱を取り戻すも敗北。これに於いてキョウスケを認め友人となる。
エディ小林（エディ コバヤシ）
声 - 岡野浩介
使用ギア：ブレイクナイン
クロウドの宿敵。ナインボール世界選手権・ジュニア部門のチャンピオンであるハスラー。13歳。B型
誰よりもクレパーで勝利を貪欲に求める根っからの勝負師。かなりの皮肉屋で、コウヤを必要以上に気にする万願寺をよくからかっていた。天涯孤独で「キュー1本で生きてきた」と自称する彼は、「死ぬか生きるか」で常に勝負しており、クロウドとは対照的に勝利への強い執念を持つ。クロウドとの再戦後、勝敗よりも勝負を楽しむことを求め敗北してしまった自分を見つめなおすため、ビリヤードの世界へ戻る。ワールドカップでは万願寺の指示の元、明呉の所持するコウヤを脅迫したデータのチップを摩り替えた。その後、クロウドと対面し、彼の本当の思いを指摘し、彼を立ち直らせるのに一役買った。
轟サトル（トドロキ サトル）
声 - 渋谷茂
使用ギア：マッハターボ
アマチュアカートGPX・小学生部門の優勝者であるカートレーサー。14歳。AB型
達観的な性格であり、プロ意識が強い。武闘館カップ決勝戦では、ガルダフェニックスを持て余していたコウヤ相手に終始優勢だったが、最終ラウンドで真価を発揮させた彼の前に敗れ去る。その際、潔く敗北を認めて拍手を送った。

#### センタークラブ
中部エリアで無敵を誇るクラッシュギアチーム。武闘館カップでは準決勝でトビタクラブと激闘を繰り広げる。
小池ノビル（コイケ ノビル）
声 - 筒美奈子
使用ギア：サンダーホーン
中部エリア第1位の実力を持つセンタークラブのリーダー。礼儀正しく普段はおとなしいが、内に秘めたる闘志は熱い。必殺技は「ストレートダッシュ」とその発展技「スーパーストレートダッシュ」。なお、劇中で初めてシャイニングソードブレイカー対策を行ったのは彼である。13歳。
相田チョータ（アイダ チョータ）
声 - 水田わさび
使用ギア：ハンマーウィロー
中部エリア第2位の実力を持つギアファイター。愛機ハンマーウィローは転倒しても起き上がることが可能なフロントウェポン「アイアンハンマー」を装備しており、リングアウトされない限り負けることはない。またウェポンの重量を変えることで様々な局面にも対応できる。12歳。
原野フトシ（ハラノ フトシ）
声 - 高戸靖広
使用ギア：シェルナイト
中部エリア第3位のギアファイター。重量級クラッシュギア・シェルナイトによるパワー戦法が得意。必殺技はフロントウェポン・ロッズを回転させて攻撃する「ナイトウィップ」。重量級ゆえに長期戦に弱いのが弱点であるが、逆に弱点を発展させた戦法も編み出している。12歳。

#### チーム・グリフォン
本編開始の1年前まで、クロウドとキョウスケが所属していた名門のチームの日本支部。2人の突然の退団などで崩壊しかけるもミツキ達のもとで規律をはかり、再び元のような強豪チームになる。アジアカップにも出場するが、Bブロック決勝戦で「四星虎団」に敗れる。その後、成績が低迷したチームの立て直しのため本部から派遣されたガレンの厳しい指導で逆に崩壊の危機となるも、ワールドカップで日本支部の自由を賭けたクロウドがガレンに勝利したことにより、救われる。チームリーダーは専用のグリフォン型ギアを使用するという決まりがある。
大森ミツキ（オオモリ ミツキ）
声 - かかずゆみ
使用ギア：グリフォンノヴァ
現チーム・グリフォンのリーダーで、クロウドとキョウスケの後輩。クロウドに憧れている。クロウドとキョウスケには今でもチームに戻ってきてほしいと思っており、既にアジアカップ出場を決めていたにも関わらず、トビタクラブと戦うため監督に無断でイリュージョンカップに出場した。説得してもグリフォンに戻らないクロウドとキョウスケがトビタクラブでプレイしていることでコウヤに対して初めは憎しみの感情を持っていた。
アジアカップ後、本部から赴いたガレンの厳しい改革を辞めてもらうため、勝負を挑むが敗北。このことに心が折れ、ギアファイトを辞めようとするも、ガレンに挑んだクロウドの姿を見て続けることを決める。11歳。
獅子川カズヤ（シシガワ カズヤ）
声 - 松岡美佳
使用ギア：ハードスタッグ
ミツキに次ぐ実力を持つパワーファイター。だがその実力を発揮することなくクロウドに敗れてしまった。11歳。
鷲田ヒロシ（ワシダ ヒロシ）
声 - 立野香菜子
使用ギア：ハードビート
リングの形状や障害物を利用したファイトを得意とするテクニカルファイター。11歳。
鵺野タケル（ヌエノ タケル）
使用ギア：ハードシザース
チーム・グリフォン1軍のギアファイターで実力は他3人に引けを取らない。11歳。
鷺沢コウジ（サギサワ コウジ）
使用ギア：グリフォンノヴァ
クロウド、キョウスケが所属していたころのチーム・グリフォンのリーダー。回想でのみの登場。

#### バーニングオクトパス
関西エリアで名をはせる4つ子のクラッシュギアチーム。4人すべてが同型のギア・テンタコル1号から4号を操る。コードネームはタコヤキング4人衆。初めのころは倒した相手クラブのギアを破壊したり、タッグ戦でギアを4台リリースしたりといった卑怯な性格であったが、トビタクラブとのファイトの後、多少改心したようである。必殺技は「タコヤキ分身殺法」（4体に分身する必殺技という触れ込みだが、実際はギアを4台同時にリリースする反則技である）。歳は全員11歳。劇場版にも登場。ギアエンペラーに雇われ、コウヤ達の拉致、妨害を行った。
多古山太郎（タコヤマ タロウ）
声 - 松本さち
使用ギア：テンタコル1号
多古山次郎（タコヤマ ジロウ）
声 - 高木礼子
使用ギア：テンタコル2号
多古山三郎（タコヤマ サブロウ）
声 - 松本さち
使用ギア：テンタコル3号
多古山四郎（タコヤマ シロウ）
声 - 高木礼子
使用ギア：テンタコル4号

#### ピンクリップス
メンバーがすべて女性のみで構成されたレディースチーム。カオルもコウヤと喧嘩した際に、一時的に所属していた。
山野木モモ（ヤマノキ モモ）
声 - 川上とも子
使用ギア：キューティータイガー
ピンクリップスのリーダー。上級リリースであるサイドスローを駆使し、様々なファイトをものにしてきた。14歳。
愛田コウメ（アイダ コウメ）
声 - 立野香菜子
使用ギア：キューティーゼブラ
モモと共にギアファイトを始めたグラマラスな少女。愛機キューティーゼブラはカウル全体をラバーコーティングしており、あらゆるギアの攻撃を撥ね返す。14歳。
悠木チエリ（ユウキ チエリ）
使用ギア：キューティージャガー
ピンクリップスのギアファイター。その実力は他2人に引けを取らない。13歳。

#### クラブ四六四九
暴走チャリンコ軍団によるクラッシュギアチーム。目立ちたいなどの理由によりギアファイトを始めた変わり者チーム。トビタクラブとのファイトでは、「自分たちが勝ったらリリカからご褒美のキスを貰うが、自分たちが負ければギアファイターを引退する」という賭けを持ち掛けるも敗北。約束通り引退した（だが後悔している様子はなく、カオルからは初めからそれが狙いではなかったかと思われている）。
渋谷タカ（シブヤ タカ）
声 - 福山潤
使用ギア：怒裏禁
クラブ四六四九のリーダー。目立ちたいという理由でギアファイトを始めた変わり者。だが毎晩道路のコーナーでギアを走りこませるなど一応の努力はしている。14歳。
相沢ショウ（アイザワ ショウ）
声 - 松岡美佳
使用ギア：一番星
女の子にモテたいという理由だけで、今一番注目を集めるギアファイトを始めた変わり者。使用ギア・一番星はスピーカーを仕込んでおり、ド派手な音を鳴らしながら爆走する。13歳。
大和シゲル（ヤマト シゲル）
使用ギア：神風
兄貴分であるタカについてギアファイトを始めた少年。実力は3人のなかで一番低いため、ファイトでは常に3番手に回される。13歳。

#### アイスファング
昨年度の日本最大の大会といわれたジャパンカップを制した北海道エリアのクラッシュギアチームで、現日本チャンピオン。だが「万願寺ドリームス」の前にあっけなく敗れる。
佐々木ダイスケ（ササキ ダイスケ）
声 - 悠渚佳代
使用ギア：シャイニングダガー
アイスファングのリーダーをつとめる少年。公式戦52戦52勝という結果が示す実力者で、チームが敗退したときでも彼だけは勝利していた。フロントウェポンのリーチの長さをいかした戦法をとる。13歳。

#### 万願寺カップに招待されたチーム
ヘル&レオ
中国エリアのクラッシュギアチーム。
ジェノサイドダーク
九州エリアのクラッシュギアチーム。

### アジアカップのライバルチーム

#### 四星虎団（スーシンフートァン）
中華人民共和国のクラッシュギアチームで、伝統演劇を行っている。師匠の明呉（ミン・ウー）はかなり過激な人物で、勝つために手段を選ばない。
王虎（ワンフー）
声 - 相田さやか
使用ギア：タイガレイド
人懐っこい性格で野性味あふれる少年。天真爛漫な性格で、誰よりもギアファイトが大好き。町で偶然出会ったコウヤと友達となる。しかし、アジアカップとの対コウヤ戦で「シャイニングソードブレイカー」を受け、隠された「虎の凶暴性」が覚醒する。
幼い頃に母が行き倒れ、虎によって育てられたという生い立ちを持つ。虎に育てられた王虎が獅子を睨みつけ、退散させる話がある。弱肉強食の世界で闘争本能を培ってきたが、明呉に拾い上げられ、蘭芳に育てられてその野性は封印されていた。
ワールドカップ戦では師匠の野望のため、徹底的に鍛え抜かれてコウヤに勝負を挑むが、コウヤは蘭芳達の力を借りて、王虎を元に戻すことに成功する。
ワールドカップのコウヤ対カルロス戦で目覚める。すでに身寄りのない身であるため、蘭芳たちの意向によりコウヤの家で暮らすことになったが、長年一緒に過ごしてきた蘭芳たちと別れることはできず、一緒に暮らせないことをコウヤに謝り、再会とギアファイトを誓って蘭芳たちと暮らすことを決める。11歳。O型。
蘭芳（ランファン）
声 - 中川亜紀子
使用ギア：タイガフレア
四星虎団（スーシンフートァン）の紅一点でメカニック兼ギアファイター。キョウスケの初恋の相手。王虎や馬良、李春と一緒に京劇師匠に引き取られて暮らしていており、その中では一番の古株。
物腰は柔らかいが、自身を犠牲にしても恩師の野望を叶えさせようとする徹な一面も。
アジアカップ時にはキョウスケとお互いに良い雰囲気だったが、王虎が覚醒した後は師匠の野望のため、そして笑わなくなった王虎を元に戻すため、情を捨ててキョウスケに挑むも、戦いたくないという本心を察し、汚名を被ってタイガフレアを破壊したキョウスケの優しさに自分の過ちに気付く。
キョウスケとのファイト後も王虎のために四星虎団へ残っていたが、クロウドとの直接対決を躊躇するキョウスケの後を押したり、馬良たちへ明呉のやり方への疑問を投げかけたりしていた。そしてワールドカップ準々決勝で馬良、李春とともに師匠に反旗を翻し、王虎を元に戻すことに成功する。
その後、馬良たちと共に本当の親を捜す旅をすることを決め、王虎をコウヤのもとに預けることとした。しかし王虎が長年親しんできた仲間との別れを受け入れられなかったため、王虎を含めた4人で本当の親をさがす旅をすることとなった。また、その時にキョウスケとの恋愛に決着をつけている。12歳。AB型。
馬良（マーリャン）
声 - 室園丈裕
使用ギア：タイガコマンダー
四星虎団（スーシンフートァン）のリーダーで、随一の知略家。ワールドカップ1stステージではリングの障害物を利用して「シャイニングソードブレイカー」を封じた強敵。慎重な性格だが、人に対してやや高圧的なところがあり、コウヤとカオルの反感をかなり買っていた。だが、コウヤとのギアファイト後は温厚になっていき、彼等のよき理解者になる。ギアファイターの中では数少ない、オーバースローでリリースするファイターである。
ワールドカップでは師匠の命令に従い行動していたが、蘭芳の言葉とコウヤとのファイトを通し、明呉のやり方に疑問を抱く。そしてワールドカップ準々決勝で蘭芳、李春とともに師匠に反旗を翻し、王虎を元に戻すことに成功する。その後は蘭芳、李春そして王虎とともに、本当の親をさがす旅に出る。13歳。B型。
李春（リーチュン）
声 - 立野香菜子
使用ギア：タイガフォース
四星虎団（スーシンフートァン）の演技派。寡黙で一見何を考えているかわからない。だが、チーム戦では自分が囮になったり、相手に勝てないと判断した時は違法ウェポンを使ってでも相手を勝たせないようにするなど、師匠の作戦と勝利への執念にはきわめて忠実である。主に防御を中心とした戦法をとる。
ワールドカップ戦では師匠の命令に忠実に行動していたが、明呉から野望を明かされそれに嫌気がさし、馬良や蘭芳とともに師匠に反旗を翻し、王虎を元に戻すことに成功する。その後は蘭芳、馬良と、元に戻った王虎達と一緒に、本当の親を求めて旅に出る。12歳。A型。
明呉（ミン・ウー）
声 - 宇垣秀成
四星虎団の総監督にして、京劇の師匠。王虎達の育ての親でもある。長い耳とスキンヘッドが特徴。普段は好々爺然としているが、勝つことに激しい執念を抱いており、そのためには手段を選ばない。かつてはレナードと共にGFAを立てたが、勝利への異常な執念からレナードと対立し、袂を分かつ。その後はギアの過激派集団を組織し、ギアパンクラチオン、アンダーグラウンドファイトの主催者となっていた。また、GFAへの復讐の為、カルロスやケインを初めとした優秀なファイターを、アンダーグラウンドの世界へ引き込んだりしている。
王虎がコウヤに対し異常に興味を持っていること、コウヤの能力に目をつけた明呉は、アジアカップで2人を戦わせ、王虎の凶暴性を覚醒させることに成功し、ワールドカップで、自分に恥をかかせたGFAへの復讐に乗り出す。それは、最初の世界チャンピオンとなった王虎を大暴れさせることで、GFAの威信を失墜させるというものであった。しかし一方で、コウヤのシャイニングソードブレイカーを再び受けることで、王虎が元に戻ってしまうことを極度に恐れた彼は、コウヤを脅迫するなど、さまざまな知略を使ってつぶそうとした。これらの試練を乗り越え、再び王虎と対決することになったコウヤに対し、明呉は王虎の野性を極限まで高め、タイガレイドのボディにシャイニングソードブレイカーを発動できなくするためのワイヤーを仕込んだ。さらには、スペアホイール内部に時限爆弾を仕込み、ガルダフェニックスを完全破壊しようと企む。
果たして、タイガレイドはガルダフェニックスを絡めとり、明呉は爆弾のタイマーを作動させるがその直後、蘭芳達が彼を裏切ってタイマーを止め、シャイニングソードブレイカーをヒットさせるための時間を作る。これによって王虎の野性は封印される。スペアホイールも外れ、ホイールだけが爆発するという結果になってしまう。
王虎を失い、さらに不正も公になった明呉は、「次のワールドカップにまた戻ってくる」と捨てゼリフを残して姿をくらます。その日GFAは、この梟雄の永久追放を可決したのであった。
コミック版では狡猾さが強調される。54歳。

#### MASALA-KIDS（マサラキッズ）
インドのクラッシュギアチーム。今大会のベスト4でアジアでも屈指の実力者をそろえたチームであったが、「万願寺ドリームス」「四星虎団（スーシンフートァン）」という強豪チームの前にあえなく敗れる。チーム名の「マサラキッズ」とはヒンディー語で「スパイスっ子」という意味合いである。
Abhishek Khan（アビシェック・カーン）
声 - 不明
使用ギア：ジャラナディナ
マサラキッズのリーダー。昨年度アジアカップで個人成績3位の実力者。情報戦を得意としているらしいが、万願寺タケシの前に発揮することなく敗れ去る。その特異なリリースフォームはアジアでも有名。
Shahrukh Singh（シャールーク・シン）
使用ギア：ターザハヴァー
マサラキッズのサブリーダー。決勝トーナメントでは御堂ダン、王虎（ワンフー）の前にあえなく散るが、その実力はアジアでも高い。
Surya Roshan（スーリア・ロシャン）
使用ギア：ソーナプラナ
マサラキッズに所属するギアファイター。コンピュータを駆使した電脳ギアファイトを得意としている。
Ajay Kumar（アジャイ・クマル）
使用ギア：プーラジータ
マサラキッズに所属するギアファイター。

#### TEAM KIM（チーム・キム）
大韓民国のクラッシュギアチーム。4年前のアジアカップファイナリストの金 龍乗（キム・ヨンスン）が監督を務めている。
金 龍大（キム・ヨンデ）
声 - 小林沙苗
使用ギア：アサルトパンツァー
金 龍乗の弟でチーム・キムのリーダー。兄・龍乗のなれなかったアジアチャンピオンになるためにギアファイターとなった。実力は高く、韓国では無敗でアジアカップに出場してきた。真理野ユウヤに敗北し悔し涙を流した龍乗の姿を見たことで、その敗北を汚名と捉え、屈折した心でファイトに臨んでいたが、龍乗の言葉とコウヤとのファイトを通じてギアファイトをしている意味を見つめなおす。11歳。
崔 南一（チェ・ナミル）
使用ギア：デザートパンツァー
龍大と共にギアファイターになった少年で、チーム・キムでは龍大に次ぐ実力の持ち主。11歳。
金 龍乗（キム・ヨンスン）
声 - 加瀬康之 / 12歳 - 立野香菜子
4年前のアジアカップ決勝戦で真理野ユウヤと24ラウンドに渡る激闘を演じたギアファイター。現在はギアファイターを引退し、チーム監督として若手ギアファイターを指揮している。弟・龍大の才能を高く評価している。全力を出し切れば結果は後からついてくるという信条を持っており、4年前のユウヤとの激闘を誇りに思っている。16歳。

#### TEAM KEMENANGAN（チーム・ケメナンガン）
シンガポールのクラッシュギアチーム。トビタクラブと決勝トーナメント進出をかけ、Cブロック決勝戦で激闘を繰り広げる。
Tomba Giriran（トンバ・ギリラン）
声 - 藤本隆行
使用ギア：トラディジー
チーム・ケメナンガンのリーダーを務める大柄の少年。外見とはうらはらに繊細なセッティングを得意としており、フェイクダッシュなどを使う。
Pedan Medu（ペダン・メデュ）
声 - 不明
使用ギア：ランギット
チーム・ケメナンガンのサブリーダー的存在。小柄な体格ながら、ダイナミックな戦法を得意としている。キョウスケを破るなど、実力は高い。

#### アジアカップ・Cブロックのチーム
本編には登場せず、チーム名表記のみ。
TEAM RAMADAN（チーム・ラマダン）
TEAM gaNeza（チーム・ガネーシャ）
TEAM GERAN（チーム・ゲラン）
TEAM MURAT（チーム・ムラット）
TEAM WON（チーム・ウォン）
戦機団（ザンジートァン）
BO THUOT（ボォ・タット）
AL-PHLYLA（アル・フライラ）
RAMAYANA（ラーマーヤナ）
ROSETTA-STONES（ロゼッタストーンズ）
TEAM TAGALOG（チーム・タガログ）
TEAM KYRIL（チーム・キリル）
TEAM KIRSCH（チーム・キルシュ）

### ワールドカップのライバルチーム

#### STAR BRAD（スターブラッド）
北米エリアを優勝したアメリカ合衆国のチーム。ブラッドによるワンマン的な姿勢が特徴。
Brad Fincher（ブラッド・フィンチャー）
声 - 本田貴子
使用ギア：ステルスジライヤ
ハリウッド俳優という肩書きを持つギアファイター。現北米チャンピオン。11歳。
デビュー作の忍者映画がヒットするものの、その後は鳴かず飛ばずの一発屋。ワールドカップで優勝し、自分を主役にしたクラッシュギア映画を撮ることで、再びスターダスにのし上がろうと目指している。
高慢な自信家だが、ギアファイターとしての腕は世界トップクラス。ワールドカップでは優勝候補の一角と目され、ジロウとの初戦時も完勝している。
根は小心者で、幼い頃は「泣き虫ブラッド」と呼ばれていた。クラッシュギア映画の売り込みを断られ続けた焦りから、スティーブやティムに対しても辛く当たるようになり、亀裂が生じるも、ジロウへの敗北後も2人が自分を見捨てなかったことで、素直になり友情を取り戻す。
Steve Douglas（スティーブ・ダグラス）
声 - 立野香菜子
スターブラッドを北米カップ優勝に導いた戦略家。ブラッド、ティムとは幼馴染。11歳。
自信家ブラッドのワンマンチームを影から支えてきた苦労人である。
Tim Baker（ティム・ベイカー）
声 - 太田真由美
スターブラッドのメカニック兼ギアファイター。ブラッド、スティーブとは幼馴染。11歳。
ステルスジライヤのセッティングは、自分のギア以上に慎重かつ完璧を目指している。
Jeff Glaive（ジェフ・グレイブ）
スターブラッドに所属するギアファイター。本編には登場せず、名前表記のみ。今大会成績はベスト32。

#### EURO GRIFFON（ユーログリフォン）
名門クラッシュギアチーム・グリフォンのヨーロッパ本部のチーム。ヨーロッパチャンピオンのガレンを擁し、ヨーロッパカップでは準優勝という結果を残す。
Gallen Connellheim（ガレン・コンネルヘイム）
声 - 長谷川大輔
使用ギア：グリフィード
ユーログリフォンのリーダー。現ヨーロッパチャンピオン。「バルト海の荒鷲」の異名を持つ。15歳。
ヴァイキングの血を引き、小細工を弄さず大技を好む。高慢なビッグマウスであるが、ワールドカップでは優勝候補の一角に数えられるなど、その実力は世界トップクラス。また、潔く負けを認める男らしい一面もある。
実績を落とした日本支部へ出向き、チームを徹底指導するが、厳しすぎる指導についていけず辞める者が続出、崩壊の危機を招くも、ワールドカップでクロウドに敗北したことで、約束通り手を引いた。
Arno Nolan（アルノ・ノーラン）
ユーログリフォンに所属するギアファイター。本編には登場せず、名前表記のみ（ただし、姿は現している）。今大会成績はベスト16でチームトップ。
Eric Minkkinen（エリック・ミンキネン）
ユーログリフォンに所属するギアファイター。本編には登場せず、名前表記のみ（ただし、姿は現している）。今大会成績はベスト32。
Tron Berg（トロン・ベルグ）
ユーログリフォンに所属するギアファイター。本編には登場せず、名前表記のみ（ただし、姿は現している）。今大会成績はベスト32。

#### QUO-VADIS（クォ・バディス）
南米カップ優勝チームで、ブラジルのクラッシュギアチーム。真理野ユウヤの死に負い目を感じ心を閉ざしてしまったカルロスの心を救うため、飛田タカヤが結成した。チーム名の「クォ・バディス」とは、ラテン語で「（あなたは）どこに行くのか?」という意味である。
Carlos Ferrein（カルロス・フェラン）
声 - 南央美
使用ギア：ブラックガルダイーグル
本作のキーパーソンの1人。「U-YA（ユーヤ）」を名乗る謎の少年。現南米チャンピオン。11歳。
黒く染まったガルダイーグルを使い、「真理野ユウヤの亡霊」と噂されている。その才能は真理野ユウヤに匹敵し、一度見た相手の技を真似することができる。
本名は「カルロス・フェラン」。ブラジルで行われた4年前のワールドカップ決勝戦で会場に向かっていた真理野ユウヤが、その道中で車に轢かれそうになっていたところを庇い助け出した少年。その結果としての真理野ユウヤの死の自責の念から心を閉ざしてしまっていた。しかし、真理野ユウヤのギアファイトにだけは心を開いており、その様子を見た飛田タカヤが、彼を救うためにギアファイトを指導し、アレックスへ依頼してガルダイーグルを作成して手渡した。しかしその行動原理として自分が真理野ユウヤとなって常勝し続けなければならないというものがあり、日本へタカヤが帰った後、その勝利への追及心を利用した明呉（ミンウー）の口車に乗り、ギアパンクラチオンへ参加してしまう。それを見たタカヤが、カルロスが正規のギアファイトで頂点を目指させるために結成した「クォ・バディス」へ所属し、ワールドカップへ出場する。
準決勝の直前にハインリッヒと出会い、彼の中で真理野ユウヤがよみがえり、コウヤとのファイトでは真理野ユウヤそのものとしてギアファイトをする。準決勝の後、カルロスとしての心を取り戻し、コウヤのもとへ訪れ、彼にガルダイーグルを譲り渡す。その後はブラジルのクラブで子供達にギアファイトを教えている。
Luis Williams（ルイス・ウィリアムス）
使用ギア：シランダ
1stステージでカルロスと組んだクォ・バディスのギアファイター。ブラックガルダイーグルならば1台でも決して負けないというチームの方針により、一度もギアをリリースすることなく1stステージを終える。今大会成績はベスト32。
Pedro Fernandes（ペドロ・フェルナンデス）
クォ・バディスに所属するギアファイター。本編には登場せず、名前表記のみ（ただし、写真で姿は現している）。今大会成績はベスト16。
Ricardo Pignoni（リカルド・ピニョーニ）
クォ・バディスに所属するギアファイター。本編には登場せず、名前表記のみ（ただし、写真で姿は現している）。今大会成績はベスト32。
飛田タカヤ
声 - 上別府仁資
クォ・バディスの監督。リリカの父親であり、トビタクラブのオーナー。42歳。
4年前はクラブ監督を務めていた。ユウヤの死に負い目を感じ心を閉ざすカルロスを救うため、アレックスにガルダイーグルを作らせて彼にわたす。その後カルロスがギアパンクラチオンに参加していると聞いてブラジルにもどり、勝利に取りつかれたカルロスを救うため「クォ・バディス」を結成、彼が世界チャンピオンになるように尽力する。ワールドカップ準決勝の後、心を取り戻したカルロスにカルロスとしての時間を取り戻させるべくブラジルへ行き、カルロスと共にブラジルの子供たちにギアファイトを教える支援をしている。

#### HELIOPOLIS（ヘリオポリス）
アフリカカップ優勝チームで、エジプトのクラッシュギアチーム。チーム名の「ヘリオポリス」とは、エジプトの太陽神ラーが住まうといわれる神話の都市のことである。
Mohamed Ramzy（モハメド・ラムジー）
声 - 矢部雅史
使用ギア：キングファラオン
ヘリオポリスのリーダー。現アフリカチャンピオン。15歳。
リングの障害物を使って正方形を描き、その中のギアのバッテリー消費を抑える「ピラミッドパワー」という必殺技を使う。またその派生技である風の障壁「ピラミッドバリヤー」により、相手の技をそのまま撥ね返すことができる。究極の持久戦法を得意としたギアファイター。
ワールドカップ2ndステージ1回戦でコウヤと対戦。上記の戦法で第1ラウンドを物にする。しかし、続く第2ラウンドで放たれたシャイニングソードブレイカーを1度は防ぎきるものの、カルロスへの憎しみから黒く変色したシャイニングソードブレイカーを受け、ギアを破壊され敗北。
Hassan Ramaala（ハッサン・ラマーラ）
ヘリオポリスに所属するギアファイター。本編には登場せず、名前表記のみ。今大会成績はベスト16でチームトップ。
Abdul Ismail（アブドゥル・イスマイル）
ヘリオポリスに所属するギアファイター。本編には登場せず、名前表記のみ。今大会成績はベスト32。
Ramses Sharif（ラムセス・シャリフ）
ヘリオポリスに所属するギアファイター。本編には登場せず、名前表記のみ。今大会成績はベスト32。

#### ESPERANCE（エスペランス）
オーストラリアのクラッシュギアチーム。オセアニアカップでは「ムーレジェンズ」に惜しくも敗れ準優勝となるも、地元の1stステージではオセアニア勢で唯一突破を果たす。チーム名の「エスペランス」とは、オーストラリア西南部の都市の名前である。
Francis Ledger（フランシス・レッジャー）
使用ギア：グレートワラビー
エスペランスのリーダー。オセアニアカップでは決勝戦でジョージとの直接対決に僅差で敗れ、第3位となるもその実力はジョージに引けをとらない。
ワールドカップではベスト8まで勝ち上がり、万願寺タケシと対戦する。「覇王翔龍撃」の一撃目をかわすなど善戦するが、さらにパワーアップしていた万願寺の「覇王翔龍撃」の前にギアを破壊され、敗北。14歳。
Philip Beresford（フィリップ・ベレスフォード）
エスペランスに所属するギアファイター。本編には登場せず、名前表記のみ。今大会成績はベスト16。
Heath Hogan（ヒース・ホーガン）
エスペランスに所属するギアファイター。本編には登場せず、名前表記のみ。今大会成績はベスト32。
Jeffrey Neuss（ジェフリー・ノイス）
エスペランスに所属するギアファイター。本編には登場せず、名前表記のみ。今大会成績はベスト32。

#### WEIß RITTERS（ヴァイスリッターズ）
ヨーロッパカップ優勝チームで、ドイツのクラッシュギアチーム。かつてハインリッヒ・ガンクが所属しており、4年前のヨーロッパカップでも優勝し、第1回ワールドカップに出場した強豪チームである。ヨーロッパで主流のタッグ戦を得意としている。チーム名の「ヴァイスリッターズ」とは、ドイツ語で「白き騎士団」という意味である。
Rudolf Steiner（ルドルフ・シュタイナー）
声 - 水島大宙
使用ギア：クーゲルガイスト
現ヴァイスリッターズのリーダー。かつてハインリッヒと共に第1回ワールドカップに出場しており、当時もハインリッヒに次ぐ実力者としてサブリーダーを務めていた。弟・ミハエルとの連携による必殺技「トロンペ・ランツェ・アングリッフ」で、タッグ戦では無敵を誇る。15歳。
Michael Steiner（ミハエル・シュタイナー）
声 - 真田アサミ
使用ギア：シュツルムヴィンケル
ルドルフの弟。兄に憧れてギアファイターになった少年で、兄とのタッグ戦では常に兄のサポートや擁護にまわるファイトスタイルをとる。兄・ルドルフが勝つためならば自分が犠牲になっても構わないとまで思っている。10歳。
Alberto Schweiger（アルベルト・シュバイガー）
声 - 森久保祥太郎
使用ギア：ヤクトホルン
第1回ワールドカップからヴァイスリッターズに所属しているギアファイター。貴族の家柄であることを誇りに思っており、その思いが強すぎるため他人を見下すところがある。タッグ戦にも長けており、ラルフとのコンビネーションはシュタイナー兄弟に引けを取らない。14歳。
Ralf Wenders（ラルフ・ヴェンダース）
声 - 千葉進歩
使用ギア：アインホルン
ルドルフ、アルベルトと同じく第1回ワールドカップからヴァイスリッターズに所属しているギアファイター。アルベルトの親友であり、タッグ戦では最高のパートナーとなる。アルベルトに比べると幾分穏やかで、彼の態度から起こるいざこざの仲裁に入ることがある。14歳。

#### MU LEGENDS（ムーレジェンズ）
オセアニアカップ優勝チーム。オセアニアチャンピオンのジョージを擁していたが、ワールドカップの前にギア・エンペラー「ジェイク・グランドシュタイン」の襲撃をうけてギアを失い、1stステージで敗退してしまう。チーム名の「ムーレジェンズ」とは、「ムーの伝説」というような意味合い。ムーとは、太平洋に存在したと言われる伝説の帝国。使用ギアもムー伝説にあやかったもの。
George Rahman（ジョージ・ラーマン）
使用ギア：ラ・ムー
ムーレジェンズのリーダー。オセアニアカップでは個人優勝もしている実力者で、現オセアニアチャンピオン。だが、ギア・エンペラーの襲撃を受け愛機を失ってしまう。ワールドカップではニューギア「ラ・ムー」を引っ提げて出場するも、万願寺ドリームスの前にあえなく敗れ去る。13歳。
Russell Pierce（ラッセル・ピアス）
使用ギア：オリハルコン
ジョージに次ぐ実力の持ち主で、オセアニアカップでも第2位であった。ジョージとのコンビネーションも完璧であったが、ギア・エンペラーの襲撃を受け愛機を失う。ワールドカップでは不慣れなニューギアの影響か、万願寺ドリームスの前に完敗する。13歳。

#### NATIVE SPIRITS（ネイティブスピリッツ）
北米カップ準優勝チームで、ネイティブ・アメリカンのクラッシュギアチーム。
Silver Elk（シルヴァー・エルク）
声 - 不明
使用ギア：カーディナル
ネイティブスピリッツのリーダー。村の長であった亡き父の跡を継ぐ部族の若きリーダーである。力を示すために始めたクラッシュギアで、その才能を開花させ、チームを北米カップ準優勝まで導いた。ワールドカップでは、カルロスの必殺技の前に実力を出せないまま敗北してしまう。10歳。
Leon Farmer（レオン・ファーマー）
声 - 不明
使用ギア：ウィズダム
若き長シルヴァーを常に支えてきた男。ギアファイトにおいてもチームの参謀として大活躍した。シルヴァーをギアファイトに誘い、ギアファイターとしての技術をすべて叩き込んだ男で、タッグ戦ではシルヴァーをリードしつつ彼を立てることを忘れない。15歳。

#### TERM EL DORADO（チーム・エルドラド）
南米カップ準優勝チーム。チーム名の「エルドラド」とは、南米アンデス地方に伝わる伝説の黄金郷のこと。
Simon Rodorigues（シモン・ロドリゲス）
使用ギア：バルディビア
チーム・エルドラドのリーダー。南米カップ決勝でカルロスと戦い、敗北。個人成績第2位となる。サイドスローを駆使する模様。12歳。

#### ROSES ROYALE（ローゼスロワイアル）
ヨーロッパカップ第3位のチームで、フランスのクラッシュギアチーム。チーム名の「ローゼス・ロワイアル」とは、フランス語で「王家の薔薇」というような意味合い。ワールドカップでは善戦空しく1stステージで敗退する。
Bernard Sterane（ベルナール・ステラン）
ローゼスロワイアルに所属するギアファイターで昨年度のフランスチャンピオン。第1話のマンガンジクラブ創立記念パーティーに招待されており、そこで万願寺タケシと模範ギアファイトをする予定だったがコウヤの乱入により中止。二人のギアファイトを見物する。

#### その他のワールドカップのライバルチーム
本編には登場せず、チーム名表記のみ。
FIRE SAVANNA（ファイヤーサバンナ）
アフリカカップ準優勝のクラッシュギアチーム。
GREAT ROCKY（グレートロッキー）
北米カップ第3位のクラッシュギアチーム。ワールドカップではアジア・オセアニアの両チャンピオンチームと同グループになったため、草刈り場にされたようである。
TEAM VALDES（チーム・バルデス）
南米カップ第3位のクラッシュギアチーム。
SOUTHERN GOLDENS（サザンゴールデンズ）
アフリカカップ第3位のクラッシュギアチーム。
TEAM ORONGO（チーム・オロンゴ）
オセアニアカップ第3位のクラッシュギアチーム。

### GFA（ジーファ）
Gina Firestein（ジーナ・ファイアステイン）
声 - 中川亜紀子
卓越した指導力を持つ女性で現GFA会長。「クラッシュギアを通して世界中の子供たちが結び合う世界を実現したい」という大きな夢を抱いている。そのため、より多くのギアファイター、ギアマスターにチャンスを与えようと、今回のワールドカップ出場枠拡大を行った。自身もかつてギアファイターとして活躍しており、メカニカルな知識も豊富である。なお、世界で初めてクラッシュギアを生み出したギアゴッド「シェーン・ファイアステイン」は兄である。20歳。
Lennard Firestein（レナード・ファイアステイン）
声 - 上別府仁資
前GFA会長でジーナ、シェーンの父親。かつて世界各地で乱立していたギアファイトを世界統一ルールに基づき一つにまとめ上げ、GFAを設立した中心人物。そのためアンダーグラウンドの者たちからは恨みを買われており、特にかつて共にGFAを立ち上げた明呉（ミン・ウー）からは強く恨まれている。ワールドカップの開会式で、娘・ジーナにGFA会長の座を譲り、現在は現場から退いている。49歳。
Gear Daren（ギア・ターレン）
声 - 島田敏
GFA最高幹部の一人でアジア支部代表。アジアカップの主催者であり、目立ちたがり屋。自らアジアカップMCもこなすナイスガイ。ギアを破壊された際もハイテンションな実況で盛り上げるものの、破壊したファイターに対して苦言を呈することもある。
Crush Gordon（クラッシュ・ゴードン）
声 - 坪井智浩
ワールドカップの実況兼司会を務める金髪の好青年。「ハハハ……！」という笑い声とともに登場し、ワイヤーやジェットバックで空中実況を行う。1stステージでは全6会場を同時に実況していたため6つ子疑惑がもたれていたが、第66話で6つ子ということが判明する。29歳。
Crush Mary（クラッシュ・メェリー）
声 - 立野香菜子
アジアで人気のTVキャスター。アジアカップ開催期間中はGFA公認のDJとしてジーファ君とともに、選手のレポートや試合結果を知らせる番組「アジアカップTODAY」のメインパーソナリティを務める。
ジーファ君
声 - 松岡美佳
GFAのマスコットキャラクター。GFAの公式試合では着ぐるみが登場するなど、所々で姿を見せる。

### GEAR PANCRATIUM（ギアパンクラチオン）
Crusher Kane（クラッシャー・ケイン）
声 - 山下亜矢香
使用ギア：ボルトグレネード
ギアパンクラチオンのファイター。小さい頃は引っ込み思案で自信がなく、優秀な兄たちへのコンプレックスを抱いていたが、シェーンから借りたボルトグレネードを使ってギアファイトをすることで自信を持ち始めた。しかしその自信を利用した明呉の口車に乗ってギアパンクラチオンに入ってしまい、今ではギアを壊すことが自分の強さの証であると思っている。コウヤとのギアファイトを通してファイターとして大切なことを思い出す。15歳。
The Crush Reaper（ザ・クラッシュリーパー）
声 - 鈴木勝美
使用ギア：デスウォーリア
全身をマントで覆った謎のギアファイター。相手のギアを切り刻むことに生きがいを感じている。容赦ないファイトスタイルから人気急上昇中。22歳。
MAD BROTHERS（マッドブラザーズ）
声 - 不明
使用ギア：マッドフランケン、マッドゾンビ
兄・Freddie（フレディー）、弟・Jason（ジェイソン）のタッグで戦うギアパンクラチオンのギアファイター。フレディーの作戦による見事な連携技で数々のギアを血祭りに上げてきた。フレディーが22歳。ジェイソンが19歳。
Norman / Ash（ノーマン / アッシュ）
声 - 不明
使用ギア：デッドビート / キラースタッグ
二人ともギアパンクラチオンのギアファイター。実力はそこそこあるのだが、異色のファイターが多いギアパンクラチオンでは影が薄くなりがち。
ゴッドママ
声 - 稲田徹
ロサンゼルスのギアパンクラチオン界を牛耳るドン。イリュージョンカップ主催者のゴッドボイス（声：一条和矢）の母らしい。年齢不詳。

### その他の人物
真理野ユウヤ（マリノ ユウヤ）
声 - 野島健児
使用ギア：ガルダイーグル
本作最大のキーパーソン。コウヤの実兄。元アジアチャンピオン。不慮の事故で急逝した天才ギアファイター。享年11。AB型。
「幻の世界チャンピオン」と謳われ、現在でも知らぬ者はいないとされるカリスマ的存在。彼の死が様々な人物に影響を及ぼす事になった。
故人であるため回想でのみの登場であるが、とても仲間思いな人格者であり、自分には決して妥協しなかった。周囲からは天才と呼ばれているが、実際は誰よりも努力していたからこその強さであり、誰も知らないところで1人大変な努力をしていた。
ギアファイターとしては超1流の実力の持ち主。最小限の動きで最大限の効果を出すようなファイトスタイルをとり、また1度見た技は2度は通じず、そのまま真似することができたということが語られている。
なお、次回予告の締め台詞である「夢はでっかく！世界チャンピオンだ！」は彼の口癖であった。
Alex Borg（アレックス・ボーグ）
声 - 石川ひろあき
使用ギア：ベオフェンリル
かつてトビタクラブに所属していた有力メンバーの1人。カナダ生まれの陽気なギアマスター。15歳。O型。
4年前にユウヤ・万願寺・凪鳥と共にワールドカップに出場した。その実力は現在も衰えておらず、アジアカップ終了後に来日した際はコウヤとキョウスケに勝利した。ファイト中に感情が昂ぶるとエアギターをする癖がある。
ギアマスターとして素晴らしい技術を持ち、真理野ユウヤと共にガルダイーグルを生み出す。またその時の経験から、ギアファイターとギアマスターの2人で協力しなければ最強のギアを作ることはできないという信条を持っている。
1年前にジロウと出会い、彼にギアファイトを教え、レイジングブルを製作する。
凪鳥シンゴ（ナギドリ シンゴ）
声 - 坪井智浩
使用ギア：ウィニングダガー
かつてトビタクラブに所属していた有力メンバーの1人。16歳。
現在はギアファイターを引退している。Qに負けクラッシュギアを辞めようとしていたコウヤにユウヤの練習スニーカーをかけたギアファイトを挑み、ギアファイターとしての心構えを試した。後にコウヤたちがワールドカップに出場している間、トビタクラブのコーチとなる。
凪鳥フウコ（ナギドリ フウコ）
声 - 小林沙苗
コウヤが最近気になっているクラスメイトの女の子。誰にでも優しく、Qに負け落ち込むコウヤを気にかけていた。兄のシンゴとの仲はとてもよい。後にコウヤたちがワールドカップに出場してからは正式にトビタクラブのマネージャーとなる。11歳。
Heinrich Gang（ハインリッヒ・ガンク）
声 - 松岡洋子
使用ギア：ブリッツフォーゲル
本作のキーパーソンの1人。ユウヤの宿敵であり、元ヨーロッパチャンピオン。16歳。O型。
かつては「ヴァイスリッターズ」に所属しており、4年前の第1回ワールドカップ決勝でユウヤと対戦するはずだった。しかし、ユウヤが試合直前にこの世を去ってしまい、彼とのファイトが叶わなかった。それからユウヤの死を受け入れられず、まもなく引退する。
それか自身の城で静かに暮らしていた。城を訪れたコウヤとギアファイトを行い、その中でユウヤの死を受け入れる。フルートを愛用しており、ファイトの際も持ったままリリースする。
名前の由来は、玩具からである。
Nina Maier（ニナ・マイヤー）
声 - 夏樹リオ
代々ハインリッヒ家に仕えてきたメイド。ユウヤの死によりギアファイトを引退し、意気消沈の面持ちで時を過ごすハインリッヒを温かく見守り続けている。22歳。
Shane Firestein（シェーン・ファイアスティン）
声 - 岩永哲哉
本作のキーパーソンの1人。ジーナの実兄であり、ギアゴッドの正体。22歳。AB型。
卓越した技術を持ち、クラッシュギアを生み出した張本人。本編開始の10年前、世界で初めてクラッシュギアを作り上げ、友情を育むためにギアファイトを確立させた。しかし、見世物・商業的な要素が大きくなったことでクラッシュギア界に失望し、一時ギアの世界から離れてしまう。その後、ハインリッヒのギアファイトへの情熱を知り、二人でブリッツフォーゲルを完成させ、再び戻ることを決意した。
Richard Firestein（リチャード・ファイアステイン）
声 - 中博史
ジーナ、シェーンの祖父。75歳。
頑固一徹なメカニックであり、隠居後もドイツのシュヴァルツヴァルトに工房を立て、自分の気に入った物のみを作り続けている。メカニックとしての腕は一流であり、キョウスケでもできなかったシャフトの調整を、最新設備なしの工房で完璧に仕上げている。
武蔵一道（タケクラ イチドウ）
声 - 稲葉実
各地を渡り歩いている流浪の剣士。クロウド、キョウスケに己の弱点とその解決策を教えた人物である。クロウドと会った時は北海道で「平明無心流武蔵道場」を開いていたが、その後はまた流浪の旅に出ていたようである。少々金遣いが荒いようで、キョウスケと会った時には自分の剣まで売ってしまっていた。その外見に似合わず子供好きである。39歳。
岩見ユウキ（イワミ ユウキ）
声 - 立野香菜子
武蔵の道場に通う少年。けん玉が非常にうまく、クロウドにエディ攻略のヒントを与えることになる。8歳。
Q（キュー）
声 - 野島健児
凪鳥兄妹の父親が勤める動物園の天才チンパンジー。知能が高く、ギアファイトまでもこなす。市販の凡庸ギア・トップスターを操り、必殺技「モンキーフリップ」でコウヤに勝ったことまである。後にコウヤたちが有名になっていくにつれ、コウヤに勝ったギアファイトもできる天才チンパンジーとして有名になっているそうである。

### 主要人物の関係者
真理野タテオ（マリノ タテオ）
声 - 成田剣
コウヤの父親。某有名商社に勤めるサラリーマン。長男・ユウヤを事故で失ったことから、次男のコウヤには自由な生き方をして欲しいと、あまり口を出さないようにしている。40歳。
真理野マリモ（マリノ マリモ）
声 - 手塚ちはる
コウヤの母親。オリジナルケーキが評判の喫茶店「ラ・メール・ドゥ・マリノ」を経営する。世界チャンピオンを目指すコウヤをいつも温かく見守っている。長男・ユウヤの死を受け入れられなかったようで、墓参りも行けなかったが、コウヤの一流ギアファイターになるために一生懸命頑張る姿を見てユウヤの死と向き合う決心をした。38歳。
織座ミキヨ（オリザ ミキヨ）
声 - 坂本千夏
ジロウの母親。貿易商社に勤める夫・マサトの仕事柄、海外などへの引っ越しが多かったが、現在はジロウのことも考え、自身は日本に留まりジロウを育てている。37歳。
丸目エカテリーナ（マルメ エカテリーナ）
声 - 不明
クロウドの母親。日本人の父とロシア人の母との間に生まれたハーフの女性。和の心を愛し、フランス留学時代に知り合った日本人男性と結婚、クロウドを儲けた。34歳。
水守タイカン（ミズモリ タイカン）
声 - 秋元羊介
クロウドの通う剣道道場「明鏡館」の師範であり、クロウドの剣の師匠。剣道の腕は確かで、クロウドはまだ一度も勝てていない。エディに負けクラッシュギアから逃げ出したクロウドに、「勝つこと」の意味を問いかけた。49歳。
5年前のクロウドのフランス時代の友人等
Frencoise（フランソワーズ）
声 - 不明
Lola（ローラ）
声 - 不明
Jean（ジャン）
声 - 松岡美佳
Pierre（ピエール）
声 - 不明
Ritchie（リッチー）
声 - 立野香菜子
何でも屋のお爺さん
声 - 不明
迅コウスケ（ジン コウスケ）
声 - 大西健晴
キョウスケの父親。NASAでも採用されている工業部品を製作している鉄工所の工場長。キョウスケが機械に興味があることを知って、工場の一部を彼専用の工房として貸し与えている。42歳。
花野コウジ（ハナノ コウジ）
声 - 大西健晴
カオルの叔父。北海道に住んでおり、敗北の療養と来たコウヤたちを迎えた。36歳。
花野ユキエ（ハナノ ユキエ）
声 - 不明
コウジの妻で、カオルの叔母。34歳。
花野コウタ（ハナノ コウタ）
コウジとユキエの息子で、カオルの従弟。8歳。
飛田ヤヨイ（トビタ ヤヨイ）
声 - 進藤尚美
リリカの母親。ブラジルに行っている夫・タカヤに代わってトビタクラブを取り仕切っていたが、現在はその役目を娘・リリカにまかせている。39歳。
万願寺豪（マンガンジ ゴウ）
声 - 杉野博臣
万願寺タケシの父親であり、万願寺グループの総帥。商才に長け、一代で巨大企業体「万願寺グループ」を築き上げた。商売としてのクラッシュギアにもいち早く目をつけ、GFAにも資本参加している。商用クラッシュギアを続々と開発しており、クラッシュギア普及にも一役買っている。48歳。
万願寺宗玄（マンガンジ ソウゲン）
声 - 石森達幸
万願寺タケシの祖父であり、人間国宝でもある有名な書道家。数十人の弟子を抱える書道の神のような存在。時折、誰にも何も告げずに姿を消すことがあり、弟子たちを慌てさせる。コウヤと出会い、トビタクラブの仲間は彼のソウルメイトあると教えた。88歳。
黒崎（クロサキ）
声 - 石川大介
万願寺グループに仕える黒服のボディーガード。万願寺タケシからの信頼が最も厚く、現在はボディーガードのリーダーとなっている。ギアゴッド、ハインリッヒ捜索の陣頭指揮や、カルロスに関する調査、明呉（ミン・ウー）とギアパンクラチオンとの関係調査など、万願寺の指令のもと各地で活躍している。コウヤがハインリッヒのもとを訪れるとき、彼をハインリッヒの城へ届ける運転手の役目と、その際のギアファイトの審判をこなした。

## クラッシュギア
設定
四輪駆動の車型玩具。基本構造はミニ四駆に近く、原動力は電動モーター。
実際のクラッシュギアはリリース以外の制御は出来ないが、作中では持ち主の思考と同調するかのように様々な制御を見せる。この設定は玩具クラッシュギアの試作機がラジコン操作だった事による。また、リングの障害物やバッテリーの持ち具合などに関しても、アニメ化に際して多少のアレンジが加わっている。
- GEARMASTER ORIGINAL MODEL

ギアマスター自らが設計、制作を行ったギア。いずれも凄まじい性能を誇る。メインキャラクターの全ギアは、このタイプに該当する。
- ORIGINAL MODEL

ギアファイターやメカニックが制作したギア。過去の名機などの設計図がネット上に公開されているものもある。中堅ギアファイターのギアは大抵これをアレンジしたものである。
- MASSPRODUCTION MODEL

市販されているギアをもとに改造したもの。予選リーグ等で登場するギアファイターのギアはほとんどこのタイプ。
VTシャーシ
ヴァリアブル・トランスミュートシャーシの略称。ギアのバッテリー箇所を前後にスライドさせる事で重量バランスを変化させ、ダッシュやスピンなどの性能を高める事を可能にしたシャーシ。ギア界にとって革新的な技術であり、従来のファイトよりも戦術の幅を広げる事に成功した。ギアゴッドの手によりVTシャーシが広く流行してからは、これを搭載していないギアはノーマルシャーシと呼んで区別をつけている。
作中では万願寺が開発した特殊タイプと、キョウスケの独自開発モデルと、ギアゴッドが開発したノーマルタイプの三種類が存在する。ノーマルタイプの構造の方がより簡略化されている。
- マンガンジモデル

世界各地から何人もの有名なギアマスターを招き、10年の歳月をかけて開発した世界初のVTシャーシ。搭載ギア：鎧輝。
月面で精製されるという新合金マンガニウムを用いることで強度問題を解決しており、最高度の強度を誇るシャーシとなっている。
- キョウスケモデル

マンガンジラボからインプットしたデータに基づき、キョウスケが自力で完成させたシャーシ。搭載ギア：ガルダフェニックス。
マンガニウムが手に入らなかったことから強度に問題があったが、リアウェポンを搭載することによって前後のバランスを保ち、強度問題をクリアした。
- 普及モデル

GFAのオフィシャルサイトに搭載されているシャーシ。搭載ギア：上記の2機を除くその他のVTシャーシのギア。
外見こそマンガンジモデルやキョウスケモデルとさほど変わらないが、その内部構造は驚くほどシンプルにできており、機体にかかる負担は非常に少なくなっている。そのため従来の機材で作ることができ、VTシャーシを爆発的に普及させる要因となった。その設計構造はキョウスケたち名うてのギアマスターの目から見ても見事と思わせるものであり、世間ではギアを生み出した本人であるギアゴッドが設計したと言われている。
バッテリーの変更
この話のクラッシュギアでは、バッテリーの消費がモニターで確認できるようになっている。また、必殺技や激しい攻撃などを行うと、その分バッテリーの消費が早まり、場合によっては試合中にバッテリー切れを起こしてそのラウンドを落としてしまうこともある。

### メインキャラクターのギア
ガルダイーグル
天才ギアファイター・真理野ユウヤが遺した幻のギア。属性は「風」。制作者はアレックス・ボーグ。
作中最強ギアの1機。部品すべてがハンドメイドというこだわりを見せ、あらゆる面において完成された性能を誇る。その潜在能力は鎧輝をも凌ぎ、最新型のギアとも互角以上に渡り合える。
当初は遺品棚に保管されていたが、再起を試みたコウヤの愛機として扱われるようになる。しかし、必殺技を完成させたことで有頂天となったコウヤは、いつしかまともなメンテナンスも行わなくなり、毎試合のように必殺技を連投し続けた結果、第22話で修復不能なまでにバラバラとなってしまう。
名前の由来は、インド神話の神鳥「ガルダ」、鷲の英名「イーグル」。

ガルダフェニックス
天才ギアマスター・迅キョウスケが己の勝利を捨て、友情を選んで制作した「ガルダイーグルの後継機」。属性は「光」と「風」。
ガルダイーグルを彷彿させる空力フォルムに加え、ギアの大きさからシャフトの太さ、ネジ1本の重さまで忠実に再現されている。その性能はガルダイーグルに勝るとも劣らない。VTシャーシの搭載で戦法の幅を広げ、リアウェポンの実装で後方からの攻撃もカバーできるようになった。
当初はコウヤのガルダイーグルに対する思い入れが強すぎたため、本来のポテンシャルを発揮できずにいたが、キョウスケから「ガルダイーグルの転生機」であることを告げられ、心を通わせたことで無着色だったボディに塗装が施され、意のままに使いこなせるようになった。
名前の由来は、インド神話の神鳥「ガルダ」、伝説の不死鳥「フェニックス」。

レイジングブル
アレックス・ボーグが記念として作り上げたパワー型ギア。属性は「大地」。
中盤では「ビートルダッシュホイール」を装備し、性能を強化させている。第37話のブラット戦にて、ギアをすべて破壊されてしまった。
名前の由来は、英語における「怒れる雄牛」。

レイジングブリット
アレックスとジロウの共作により完成した「レイジングブルの後継機」。属性は「大地」。
元々は「ワールドカップに出場したら、新しいギアを作る」という約束が発端。フロントウェポンとVTシャーシの搭載でスピンのパワーが格段に向上している。
名前の由来は、英語における「強烈な弾丸」。

シューティングミラージュ
ダッシュ性能に特化したクロウドの愛機。属性は「雷」。
クロウドのこだわりから最後までノーマルシャーシで健闘を見せ、アジアカップでは旧友たちの作った木製ホイールを着用した。
名前の「シューティングミラージュ」とは、英語で「幻覚の射撃」のような意味合い。

シューティングファントム
クロウドとキョウスケの合作により誕生した「シューティングミラージュの後継機」。属性は「雷」。
ディノファランクスとは対照的にダッシュ性能に特化しており、リアウェポンとVTシャーシの搭載でスピードに磨きがかかっている。必殺技はミラージュの頃からの物だが、その威力は格段に上昇している。名前の「シューティングファントム」とは、英語で「幻影の射撃」のような意味合い。

ディノスパルタン
キョウスケが持ち得る全ての技術を結集させたパワー型のギア。スピン性能に特化している。属性は「炎」。
第26話のキシン戦にて、一刀両断されてしまう。しかし、第27話でVTシャーシ搭載時に修復された。
名前の由来は、英語で恐竜を意味する「ディノ」と、古代ギリシャポリスの一つスパルタを意味する「スパルタン」から。

ディノファランクス
クロウドとキョウスケの合作により誕生した「ディノスパルタンの後継機」。属性は「炎」。
キシンとの3戦目で思い浮かんだビジョンが使用されている。シューティングファントムとは対象にスピン性能に特化しており、フロントウェポンとVTシャーシの搭載でパワーが格段に向上している。
名前の由来は、英語で恐竜を意味する「ディノ」と、古代ギリシャでの重装歩兵の陣形「ファランクス」から。

アークキャバリアー
シェーン・ファイアステインが作り上げた「究極のダッシュタイプギア」。ボルトグレネードの兄弟機。属性は「光」。
シャーシからダッシュ特化型として作られることでVTダッシュを凌駕するダッシュ性能を持ち、ファイターと同調することで光の虹を生み出す。当初コウヤはその性能を持て余していたが、ケインとの激闘の最中、ガルダフェニックスと同様に「自分のギア」として使いこなすようになる。
名前の由来は、ノアの箱舟を意味する「アーク」と、騎士を意味する「キャバリアー」から。

バトルホーク
コウヤが最初に使っていたギア。かつて兄のユウヤも使っていた描写がある。活躍のシーンは皆無だが、少なくともアジアカップはこのギアで優勝している。

### ライバル達のギア

#### 万願寺ドリームス
鎧輝（がいき）
万願寺タケシの専用機。作中最強のギアの1機。属性は「炎」と「氷」。
「10年の構想と800億もの資金」をかけて開発され、月面で採取された特殊金属マンガニウムにより、全ギア一の耐久力を誇る。

轟月（ごうげつ）
鎧輝の試作機として製作された万願寺の当初の愛機。兄弟機には蒼月、紫月がある。後半には御堂ダンが使用する零式（れいしき）が登場、これは万願寺のお下がりにVTシャーシを搭載した物である。属性は「氷」。
轟月零式（ごうげつれいしき）
御堂ダンが使用するギア。元々万願寺が使用していた轟月をVTシャーシに換装したもの。基本特性自体は変わらないが、性能は大きく向上している。

蒼月（そうげつ）
篠宮ライが使用するギア。轟月の兄弟機で、轟月をベースによりダッシュ能力を高めたダッシュ特化型ギア。轟月の鍬形が左右対称に伸びているのに対して、蒼月は向かって右に大きく伸びている。妹のリンとのテレパシーにより、紫月の必殺技も使用可能であり、その際は紫月に変化したような演出がなされる。

紫月（しげつ）
篠宮リンが使用するギア。蒼月同様轟月の兄弟機で、よりスピン能力を高めたスピン特化型ギア。蒼月とは逆に鍬形が向かって左に大きく伸びている。兄のライとのテレパシーにより、蒼月の必殺技も使用可能であり、その際は蒼月に変化したような演出がなされる。

#### マイティギアーズ
エアロライダー
滝ヒロオミが使用したギア。属性は「風」。
スケートボードのような形状をしており、まるで独楽のようにスピンをしながら相手に突撃する。

飛将角（ひしょうかく）
大川キシンが使用したギア。属性は「森」。
将棋の駒をウェポンに搭載した風変わりなデザイン。まるで将棋の駒を指すように相手のギアを弾く。

ブレイクナイン
エディ小林が使用したギア。属性は「炎」。
ビリヤードのナインボールを模した、非常に特徴的な形状をしている。アタックを受けるとホイールがボディに収納して球体となり、そのパワーを利用してビリヤードボールの如くクッション攻撃をする。
武闘館カップの決勝戦を終えた後、万願寺に返却された。

マッハターボ
轟サトルが使用したギア。
フォーミュラカーとレーシングヘルメットを合わせたようなデザイン。スリップストリームやドリフトといった、レーシングテクニックのような動きを得意とする。

#### 四星虎団
タイガレイド
王虎の駆る、サーベルタイガーを元にデザインされたギア。属性は「氷河」と「極光」。
破壊力に優れ、何体ものギアをクラッシュさせている。スピンアタックを喰らった相手は凍ったように動きが鈍くなるのも特徴の一つ。

タイガフレア
蘭芳が使用するギア。タイガレイドの兄弟機。
攻撃と防御能力のバランスに優れており、レイジングブルのハリケーンクラッシャーを完全に破る。明の命令により通常の車検では発覚しない違法改造が施されたが、それを見抜きつつ証拠を消して蘭芳を庇おうとしたキョウスケによって完全に破壊された。
タイガコマンダー
馬良が使用するギア。タイガレイドの兄弟機。
身のこなしが軽く、VTシャーシを活かした戦法やトリッキーな動きを得意とする。

タイガフォース
李春が使用するギア。タイガレイドの兄弟機。
防御特化型のギアであり、シューティングファントムとディノファランクスによる2機の連続攻撃にも耐えきるタフさを見せる。また、直後に3機への同時攻撃とは言え、タイガレイドの虎超氷撃を受けても破壊どころかリングアウトすらしないという強靭さを持つ。

#### STAR BRAD
ステルスジライヤ
ブラッドが使用する劇中唯一の和柄ギア。属性は「霧」。

#### EURO GRIFFON
グリフィード
ガレンの駆るユーログリフォンの最新鋭機。制作者はクリス・ブラウン。属性は「波」。
グリフォンを彷彿させるデザインが施されており、鉤爪状のリアウェポンによる急停止や叩きつけなどの変則攻撃を隠し持つ。

#### QUO-VADIS
ブラックガルダイーグル
カルロスが所有するギア。タカヤの依頼により、2年の歳月をかけて制作された「もうひとつのガルダイーグル」。属性は「風」。
元々はガルダイーグル同様にブルーボディだったが、ギアを破壊し続ける内に黒く染まってしまった。その後、コウヤのガルダフェニックスとのファイトで再びブルーカラーのボディに変化した。
万願寺が「ノーマルシャーシでVTシャーシをいとも簡単に血祭りにあげるギア」と称した通り登場時はすでにVTシャーシが主流となっていた中、唯一ノーマルシャーシで世界大会を勝ち抜いてきており、当ギアの基本性能が如何に高いかがうかがえる。また高い基本性能に加えて、カルロスの凄まじいまでの才能の影響もあり、「グレートハリケーンクラッシャー」等、相手の技を真似して使用出来るだけの汎用性の高さをも合わせ持つ。さらにギアへの負荷が高い「シャイニングソードブレイカー」を予選から連続して使い続けるなどの脅威的な逸話も残す。コウヤとカルロスの対決後に、カルロスからコウヤに手渡されハインリッヒとの闘いを演じた。
最終話のエンドロールでは、兄の形見として遺品棚に保管されている。
キョウスケ曰く「コウヤの使っていたガルダイーグル以上の性能」とのこと。

#### HELIOPOLIS
キングファラオン
モハメド・ラムジーが持つアンモナイト型のギア。属性は「ピラミッド」。
一見すると地味なスタイルだが、リングに設置された4つのスピンブロックを利用し正方形を描く軌道でひたすらグルグル周り続けることにより、巻き起こした風でピラミッドを形成して、相手ギアのパワーをそのまま押し返すバリアを作ることが出来る。また、その中にいるギアは、バッテリー温存が可能。モハメドのピラミッドパワーによる、群を抜いてうさんくさい強さを持つギアである。ワールドカップにおけるコウヤとの戦いでは、シャイニングソードブレイカーを発動したガルダフェニックスに対してバリアを張って自滅を狙うが、コウヤの憎しみを受けてどす黒く変色したガルダフェニックスによって、バリアもろとも木っ端微塵に粉砕されてしまった。人間不信に陥っていたコウヤはその中で、ギアを破壊することに喜びを感じてしまう。

#### GEIR PANCRATIUN
ボルトグレネード
シェーン・ファイアステインが作り上げた「究極のスピンタイプギア」。アークキャバリアーの兄弟機。属性は「炎」。
アークキャバリアーと同様にシャーシからスピン特化型として作られることでVTスピンを凌駕するスピン性能を持ち、ファイターと同調することで光の虹を生み出す。

デスウォーリア
ザ・クラッシュリーパーが使用するギア。フロントウェポンに鋭いブレードを備えており、その威力は通常のアタックでもアークキャバリアーに深い傷を作る程。

#### その他のギア
ブリッツフォーゲル
ハインリッヒ・ガンクの使用する幻のギア。制作者はシェーン・ファイアステイン。属性は「虹」。
“白鳥”をモチーフにしたデザイン。名前の由来は、ドイツ語で稲妻を意味する「ブリッツ」と、鳥類を意味する「フォーゲル」から。

ベオフェンリル
アレックス・ボーグが使用するギア。ガルダイーグル兄弟機。属性は「大地」。
旧式のギアであるが、ガルダイーグル同様にポテンシャルは非常に高い。VTシャーシへ換装することにより、最新型のギアと互角以上に渡り合う。

カイザバーン
劇場版に登場する世界最古、すなわちシェーンが最初に生み出したクラッシュギア。世界最初のクラッシュギアであるため貴重性が極めて高く、GFA本部で保管されていたがギアエンペラーを名乗る人物によって盗まれた末に悪用されてしまう。作中の世界観では誕生から10年もの月日が流れているため完全に旧式化しているが、存在自体がクラッシュギアの歴史の始まりでもあるためシェーンも加減や調整ができなかったらしく、VTシャーシに換装しただけで最新鋭の後発機をも圧倒するなど基本性能は狂気的なまでに高い。GFA本部で保管されていたのも「貴重性以上に高過ぎる性能を危惧されての封印」という意味合いが強かった。

## 作品用語
ギアファイター
クラッシュギアを用い、ギアファイトを行うプレイヤーの呼称。参加層の多くは10代前半の少年少女。なお、年齢制限について明言されていないが、作中のギアファイターのほとんどは16歳で引退している辺り、中学生までが選手生命とみなされている模様。しかし、ギアパンクラチオンなどのアンダーグラウンドには、成人したプレイヤーもいる。
ギアマスター
クラッシュギアの開発や研究を専門としている人物の総称でありその人物は総じて天才とも評されている。何らかの試験に合格する事で得られる称号らしいが具体的な事は明言されていない。この称号と前述のファイターを兼任している者もいればファイターを引退してこの称号を得ている者もおり、年齢制限はない模様。この称号を持つ者が設計したギアはいずれも凄まじい性能を誇っている。
ギアファイト
ギアを用いた試合の総称。ギアが走行不能に陥るか、リングの場外へ出るか、5カウントしても起き上がれなかった場合に負けとなる。ルールは大会によって異なるが、作中で主に行われるのはマッチ形式の個人戦やチーム戦がメインである。各試合のインターバル中にホイールの換装や、簡易的なメンテナンスが行える。
クラッシュギアチーム
ギアファイターが所属するクラブチーム。公式戦に出るためには、最低でも4人のファイターを選手登録し、GFA公認となったチームに所属する必要がある。公認チームにはGFAへの登録料を毎月収める義務があり、設備の維持費なども含めた運営にかかる費用は、主にオーナーの自費やメンバーの会費などで成り立っている。
GFA（ジーファ）
ギアファイトを社会的に発展させた協会組織「GearFightAssociation」、頭文字を取りGFAと省略して呼ぶのが一般的。クラッシュギアが誕生してから3年後に発足され、ギアファイトに世界統一ルールを設けた。健全なファイトを志しており、ギアを故意に破壊する事などのスポーツマンシップに反する行為は全面的に禁止している。ただし突出した技術による破壊は止む無しとしている。世界規模で大会を運営しており、出場する際にはクラブやメンバーの登録、ギアの車体点検など実世界のカーレースさながらの規制を設けている。
ギアパンクラチオン
ギア界のアンダーグラウンド。ギアを破壊する事によるショービジネスとして発展を遂げ、敗者のギアを必ず破壊する事を義務付けている。リングの障害物も不必要なまでに刺々しく改造されている。GFAの台頭により、姿を潜めた過激派集団達によって組織されている。
ギアゴッド
10年前に世界で初めてギアを開発した張本人。正体は当時12歳の少年だと言われている。長らく姿を消していたが、近年ではVTシャーシの構造をネット上に広く流布するなどの行動を見せている。

## GFA公式ギアファイトルール

### クラッシュギアの公式規格
- シャーシ：全長80mm以下、全幅50mm以下、全高30mm以下のサイズ。
- 全装備重量：160g以下。
- その他：ギアファイト委員会の認めたモーター・電池の使用のみ認められ、モーター・電池の改造は認められない。モーター・電池以外のパーツは自作、改造は可能。

### 勝利条件
- 相手ギアが場外に出る（フィールド外の床や壁に触れた時点をもって場外とみなす）。
- 相手ギアが転倒し、5秒以内に復帰しなかった場合（復帰した場合は試合続行）。
- 相手ギアのバッテリーが切れ、行動不能になる。
- 相手ギアのホイール、ウェポンが外れ、バトル続行が不可能とみなされる場合。

### 公式戦
個人戦
ギアファイターが1対1で行う試合形式。3バトルマッチと3ラウンドマッチの2タイプに分類される。公式戦では主に3ラウンドマッチが行われる。
- 3バトルマッチ

時間に制限なく勝敗がつくまでバトルを行う。これを3試合行い、先に2勝した方が勝者となる。バトルとバトルの間にはインターバルをはさみ、ギアファイターはギアのセッティング変更を行うことができる。
- 3ラウンドマッチ

3分を1ラウンドとしたラウンドマッチを行う試合形式。これを3回行い、先に2勝した方が勝者となる。3ラウンドを過ぎても決着がつかない場合は先に勝利を挙げた方が勝者となる。バトルとバトルの間にはインターバルをはさみ、ギアファイターはギアのセッティング変更を行うことができる。
タッグ戦
ギアファイターがタッグを組み、2対2で行う試合形式。時間制限のない1バトルマッチで行われる。基本的なルールは個人戦と同じだが、両方のギアが戦闘不能となった時点で、そのタッグの負けとなる。

### 反則行為
- 相手のギアを狙ってリリースする。
- 車検後の違反改造。
- 電池、モーターに制御チップを組み入れる。
- シャーシ下部への機体を安定させるようなパーツのとり付け。

## GFA公式大会

### 大会構造
ワールドカップ
4年に1度行われる世界最大の大会。6大陸カップの優勝チームを一堂に会し、世界一の座をかけて行われる。大会形式は基本的には個人戦であり、個人での世界一を決める大会である。第2回ワールドカップからはギアファイターのレベル向上等もあり、6大陸カップの上位3チームまでが参加できるようになった。開催場所は特定されなく、世界の各地域をステージごとにまわっている。第2回ワールドカップでは、オーストラリア⇒アメリカ・サンフランシスコ⇒ドイツ⇒日本・万願寺ヒルズというようにまわった。
第1回大会では、決勝戦を前に対戦者の1人・真理野ユウヤを失うという事故と、それによるハインリッヒ・ガンクの棄権という事態により、第1回ワールドチャンピオンの座は空席ということになった。
6大陸カップ
毎年1度、アジア、ヨーロッパ、北米、南米、アフリカ、オセアニアで行われる、各大陸最大の大会。基本的には団体戦の形式で行われるが、チームだけでなく個人の成績も反映され、チーム、個人それぞれのチャンピオンが決定される。一方でチーム・個人のチャンピオンがそれぞれ別々に決められることにより、優勝チームに個人優勝者がいなかったり、個人成績2位は団体3位のチームに所属といった事態も起こる（例：今回のヨーロッパカップでの個人優勝者ガレンの所属するユーログリフォンは、団体としては2位）。
予選リーグ
各地域で行われるGFA公認のギアファイト大会（だが、下記のイリュージョンカップのようにGFAから問題視されている公式大会も存在している）。各大会の優勝チームはポイントを授与され、既定のポイント数に達することでそれぞれの地域の6大陸カップに出場できる。試合形式やルールはその大会の主催者によって決められるため、大会ごとに微妙に異なる。
代表的な予選リーグ：武闘館カップ、サンライズカップ、イリュージョンカップ、北海道カップ、ジャパンカップetc

### 第4回アジアカップ
開催地：シンガポール
6大陸カップの1つで、アジア最大の大会。アジアエリアの各地域の予選リーグで規定ポイントを獲得したチームが出場し、今年度は全64チームが出場。上位3チームは、第2回ワールドカップへの出場権を獲得する。

#### 大会形式について

##### チーム優勝
参加チーム全64団体を16チームごとにA・B・C・Dの4つのブロックに分け、それぞれでトーナメントマッチを行う。その後各ブロックを優勝した4チームで決勝トーナメントを行い、優勝を争う。ファイトは各チーム代表3名の、1対1での3ラウンドマッチ3本による個人戦。先に2本先取するか、最終的により勝率の高いチームが勝利チームとなる。
今大会のブロック優勝
- Aブロック：万願寺ドリームス
- Bブロック：四星虎団
- Cブロック：トビタクラブ
- Dブロック：MASALA-KIDS

##### 個人優勝
各チーム戦では、ギアファイター個人の戦績に応じてポイントが加算され、最終的にこのポイントの一番多いものがアジアカップ個人チャンピオンとなる。ポイントの配分は次の通り。
- 勝利したギアファイター⇒2ポイント
- 引き分け、またはギアファイトしなかったがチームが勝利した⇒1ポイント
- 敗れたギアファイター⇒0ポイント

#### 今大会の成績
チーム成績
- 優勝：万願寺ドリームス
- 準優勝：トビタクラブ
- 第3位：四星虎団

個人成績
- 優勝：万願寺タケシ（万願寺ドリームス）
- 準優勝：王虎（四星虎団）
- 第3位：真理野コウヤ（トビタクラブ）

#### アジアカップ上位3チームの各対戦成績
| Aブロック第1回戦 1. ○万願寺タケシ vs 2. ○篠宮リンvs Aブロック第2回戦 1. ○万願寺タケシ vs 2. ○御堂ダン vs Aブロック第3回戦 1. ○万願寺タケシ vs 2. ○篠宮ライ vs Aブロック決勝戦 1. ○万願寺タケシ vs 2. ○篠宮リン vs 決勝トーナメント準決勝 vs MASALA-KIDS 1. ○御堂ダン vs Shahrukh Singh× 2. ○万願寺タケシ vs Abhishek Khan× 決勝戦 vs トビタクラブ 1. ○篠宮ライ vs 織座ジロウ× 2. ×御堂ダン vs 迅キョウスケ○ 3. ○万願寺タケシ vs 真理野コウヤ× 獲得ポイント - 万願寺タケシ：12ポイント - 御堂ダン：7ポイント - 篠宮ライ：8ポイント - 篠宮リン：8ポイント | Cブロック第1回戦 vs TEAM KIM 1. ○丸目クロウド vs 崔 南一× 2. ○ 真理野コウヤvs 金 龍大× Cブロック第2回戦 vs TEAM MURAT 1. ○真理野コウヤ vs 2. ○迅キョウスケ vs Cブロック第3回戦 vs TEAM RAMADAN 1. ○丸目クロウド vs 2. ▵織座ジロウ vs 3. ○真理野コウヤ vs Cブロック決勝戦 vs TEAM KEMENANGAN 1. ○真理野コウヤ vs 2. ×迅キョウスケ vs Pedan Medu○ 3. ○織座ジロウ vs Tonba Giriran× 決勝トーナメント準決勝 vs 四星虎団 1. ▵織座ジロウ vs 蘭芳▵ 2. ○丸目クロウド vs 馬良× 3. ▵真理野コウヤ vs 王虎▵ 決勝戦 vs 万願寺ドリームス 1. ×織座ジロウ vs 篠宮ライ○ 2. ○迅キョウスケ vs 御堂ダン× 3. ×真理野コウヤ vs 万願寺タケシ○ 獲得ポイント - 真理野コウヤ：9ポイント - 織座ジロウ：6ポイント - 迅キョウスケ：7ポイント - 丸目クロウド：8ポイント | Bブロック第1回戦 1. ○王虎 vs 2. ○蘭芳vs Bブロック第2回戦 1. ○馬良 vs 2. ○王虎 vs Bブロック第3回戦 1. ○王虎 vs 2. ○李春 vs Bブロック決勝戦 vs チーム・グリフォン 1. ○王虎 vs 大森ミツキ× 2. ○馬良 vs 決勝トーナメント準決勝 vs トビタクラブ 1. ▵蘭芳 vs 織座ジロウ▵ 2. ×馬良 vs 丸目クロウド○ 3. ▵王虎 vs 真理野コウヤ▵ 3位決定戦 vs MASALA-KIDS 1. ○王虎 vs Shahrukh Singh× 2. ○蘭芳 vs 獲得ポイント - 王虎：11ポイント - 蘭芳：8ポイント - 馬良：7ポイント - 李春：6ポイント |

### 第2回ワールドカップ
第2回となる今ワールドカップでは、競技人口の増加やギアファターの平均的レベルの向上により、GFA新会長のジーナ・ファイアステインの意向から6大陸カップの上位3チームまでが出場できるようになった。また出場チームが増えたことにより、1st、2nd、3rdと3つのステージに分けてギアファイトを行っていく形式になった。

#### 1stステージ
会場：オーストラリア各地
今大会では6大陸の上位3チームの合計18チームが参加しているため、この1stステージではこの18チームを3チームずつの6ブロックに分け、タッグマッチでの総当たり戦を行う団体戦の形式となっている。勝率の高い上位8チームが、次の2ndステージへとコマを進めることができる。
| Aブロック            | Aブロック            | Aブロック            |
| 会場：アデレード会場 | 会場：アデレード会場 | 会場：アデレード会場 |
| チーム               | 6大陸カップ成績      |                      |
| -------------------- | -------------------- | -------------------- |
| QUO-VADIS            | 南米カップ優勝       |                      |
| NATIVE SPIRITS       | 北米カップ準優勝     |                      |
| SOUTHERN GOLDENS     | アフリカカップ3位    |                      |

| Bブロック            | Bブロック            | Bブロック            |
| 会場：バララット会場 | 会場：バララット会場 | 会場：バララット会場 |
| チーム               | 6大陸カップ成績      |                      |
| -------------------- | -------------------- | -------------------- |
| STER BRAD            | 北米カップ優勝       |                      |
| FIRE SAVANNA         | アフリカカップ準優勝 |                      |
| ROSES ROYALE         | ヨーロッパカップ3位  |                      |

| Cブロック            | Cブロック            | Cブロック            |
| 会場：メルボルン会場 | 会場：メルボルン会場 | 会場：メルボルン会場 |
| チーム               | 6大陸カップ成績      |                      |
| -------------------- | -------------------- | -------------------- |
| 万願寺ドリームス     | アジアカップ優勝     |                      |
| MU LEGENDS           | オセアニアカップ優勝 |                      |
| GREAT ROCKY          | 北米カップ3位        |                      |

| Dブロック            | Dブロック              | Dブロック            |
| 会場：キャンベラ会場 | 会場：キャンベラ会場   | 会場：キャンベラ会場 |
| チーム               | 6大陸カップ成績        |                      |
| -------------------- | ---------------------- | -------------------- |
| EURO GRIFFON         | ヨーロッパカップ準優勝 |                      |
| TEAM EL DORADO       | 南米カップ準優勝       |                      |
| TEAM ORONGO          | オセアニアカップ3位    |                      |

| Eブロック          | Eブロック            | Eブロック          |
| 会場：シドニー会場 | 会場：シドニー会場   | 会場：シドニー会場 |
| チーム             | 6大陸カップ成績      |                    |
| ------------------ | -------------------- | ------------------ |
| WEIß RITTERS       | ヨーロッパカップ優勝 |                    |
| トビタクラブ       | アジアカップ準優勝   |                    |
| 四星虎団           | アジアカップ3位      |                    |

| Fブロック                | Fブロック                | Fブロック                |
| 会場：ニューカッスル会場 | 会場：ニューカッスル会場 | 会場：ニューカッスル会場 |
| チーム                   | 6大陸カップ成績          |                          |
| ------------------------ | ------------------------ | ------------------------ |
| HELIOPOLIS               | アフリカカップ優勝       |                          |
| ESPERANCE                | オセアニアカップ準優勝   |                          |
| TEAM VALDES              | 南米カップ3位            |                          |

2ndステージ出場チーム
2戦2勝で突破
- QUO-VADIS（Aブロック）
- STER BRAD（Bブロック）
- 万願寺ドリームス（Cブロック）
- EURO GRIFFON（Dブロック）

1勝1分けで突破
- トビタクラブ（Eブロック）
- 四星虎団（Eブロック）
- HELIOPOLIS（Fブロック）
- ESPERANCE（Fブロック）

#### 2ndステージ
会場：アメリカ・サンフランシスコ
この2ndステージでは、1stステージを勝ち抜いた8チームのギアファイター32人によるトーナメントが2回戦行われる。ここからワールドカップは個人戦へと形式を変える。
対戦形式は1対1での3ラウンドマッチで行われる。2ndステージは全2回戦あり、対戦カードはその都度抽選により決定される。
| 織座ジロウ （トビタクラブ）     | ○-× | 李春 （四星虎団）                   |
| Pedro Fernandes （QUO-VADIS）   | ○-× | Abdul Ismail （HELIOPOLIS）         |
| Philip Beresford （ESPERANCE）  | ○-× | Steve Douglas （STER BRAD）         |
| Jeff Glaive （STER BRAD）       | ×-○ | 万願寺タケシ （万願寺ドリームス）   |
| Arno Nolan （EURO GRIFFON）     | ○-× | Heath Hogan （ESPERANCE）           |
| 迅キョウスケ （トビタクラブ）   | ○-× | 蘭芳 （四星虎団）                   |
| Ramses Sharif （HELIOPOLIS）    | ×-○ | Brad Fincher （STAR BRAD）          |
| Tron Berg （EURO GRIFFON）      | ×-○ | 篠宮リン （万願寺ドリームス）       |
| Ricardo Pignoni （QUO-VADIS）   | ×-○ | 篠宮ライ （万願寺ドリームス）       |
| 丸目クロウド （トビタクラブ）   | ○-× | Gallen Connellheim （EURO GRIFFON） |
| Tim Baker （STAR BRAD）         | ×-○ | Francis Ledger （ESPERANCE）        |
| 御堂ダン （万願寺ドリームス）   | ×-○ | Carlos Ferrein （QUO-VADIS）        |
| 真理野コウヤ （トビタクラブ）   | ○-× | Mohamed Ramzy （HELIOPOLIS）        |
| Jeffrey Neuss （ESPERANCE）     | ×-○ | 馬良 （四星虎団）                   |
| Hassan Ramaala （HELIOPOLIS）   | ○-× | Luis Williams （QUO-VADIS）         |
| Eric Minkkinen （EURO GRIFFON） | ×-○ | 王虎 （四星虎団）                   |

| 織座ジロウ （トビタクラブ）    | ○-× | Brad Fincher （STAR BRAD）        |
| Pedro Fernandes （QUO-VADIS）  | ×-○ | 万願寺タケシ （万願寺ドリームス） |
| 篠宮ライ （万願寺ドリームス）  | ×-○ | 王虎 （四星虎団）                 |
| Arno Nolan （EURO GRIFFON）    | ×-○ | Carlos Ferrein （QUO-VADIS）      |
| 真理野コウヤ （トビタクラブ）  | ○-× | 馬良 （四星虎団）                 |
| Hassan Ramaala （HELIOPOLIS）  | ×-○ | Francis Ledger （ESPERANCE）      |
| Philip Beresford （ESPERANCE） | ×-○ | 篠宮リン （万願寺ドリームス）     |
| 丸目クロウド （トビタクラブ）  | ○-× | 迅キョウスケ （トビタクラブ）     |

#### 3rdステージ
会場：ドイツ・シュトルツェンバーグ城
2ndステージを勝ち上がってきた、今大会ベスト8となるギアファイターが激突する3rdステージ。初めに準々決勝となる第1回戦を行い、それを勝ち抜いた4人のギアファイターで再抽選を行い、準決勝となる第2回戦を行う。そしてこれを勝ち抜いた2人のギアファイターが、栄光のワールドチャンピオンをかけた決勝戦に進む。
対戦形式は2ndステージと基本的に同じ。ただし、今会場は野外ステージであるため、風などの天候の影響を受ける。
| Francis Ledger （ESPERANCE）  | ×-○ | 万願寺タケシ （万願寺ドリームス） |
| 丸目クロウド （トビタクラブ） | ○-× | 篠宮リン （万願寺ドリームス）     |
| 織座ジロウ （トビタクラブ）   | ×-○ | Carlos Ferrein （QUO-VADIS）      |
| 真理野コウヤ （トビタクラブ） | ○-× | 王虎 （四星虎団）                 |

| 万願寺タケシ （万願寺ドリームス） | ○-× （不戦勝） | 丸目クロウド （トビタクラブ） |
| Carlos Ferrein （QUO-VADIS）      | ×-○            | 真理野コウヤ （トビタクラブ） |

#### 決勝ステージ
会場：日本・万願寺ヒルズ
3rdステージ第2回戦終了の後の急な豪雨により、安全性の面から急遽会場を変更することになった。そして選ばれたのが万願寺ヒルズ。ファイナリストのコウヤ、万願寺にとっての因縁の地であり、この物語始まりの地。世界チャンピオンの座をかけた1戦が行われた。
決勝戦カード
| 万願寺タケシ （万願寺ドリームス） | ×-○ | 真理野コウヤ （トビタクラブ） |

## スタッフ
- 原作 - 矢立肇
- 企画 - サンライズ
- 総監督 - 井内秀治
- シリーズ構成 - 五武冬史（第1話 - 第27話）、北嶋博明（第28話 - 第36話）
- キャラクターデザイン - 戸部敦夫
- メインメカニカルデザイン - 今石進、荒牧伸志
- メカニカルデザインワークス - 大輪充
- 美術監督 - 池田繁美
- 色彩設計 - 黒柳朋子
- 撮影監督 - 末広孝史
- CGスーパーバイザー - 小畑正好
- CGプロデューサー - 今西隆志
- 編集 - 野尻由紀子
- 音響監督 - 藤野貞義
- 音楽 - 須藤賢一、河野陽吾
- 音楽プロデューサー - 井上俊次
- 音楽制作 - ランティス
- プロデューサー - 原口淳、本名洋一、古里尚丈
- 製作 - 名古屋テレビ、東急エージェンシー、サンライズ

## 主題歌
オープニングテーマ「CRUSH GEAR FIGHT!!」
作詞・作曲 - 影山ヒロノブ / 編曲 - 河野陽吾 / 歌 - JAM Project
- 第28話より映像が変更され、第37話からも変更された。
- 最終回ではエンディングテーマとしても使用された。

エンディングテーマ「愛だよねっ!!〜ギアをつなごう〜」
作詞 - 松本梨香 / 作曲・編曲 - 河野陽吾 / 歌 - JAM Project
- 第28話より映像が変更された。

挿入歌「風のEAGLE」
作詞 - 影山ヒロノブ / 作曲・編曲 - 河野陽吾 /  歌 - JAM Project featuring 影山ヒロノブ
挿入歌「ALRIGHT NOW!」
作詞 - 影山ヒロノブ / 作曲・須藤賢一 / 歌 - JAM Project featuring 松本梨香
挿入歌「GET UP CRUSH FIGHTER!」
作詞：影山ヒロノブ/作曲 - 影山ヒロノブ/編曲 - 河野陽吾 ／ 歌 - JAM Project featuring 影山ヒロノブ、松本梨香、さかもとえいぞう、遠藤正明

## 各話リスト
| 話数 | サブタイトル                                          | 脚本     | 絵コンテ                 | 演出                    | 作画監督                | 放送日         |
| ---- | ----------------------------------------------------- | -------- | ------------------------ | ----------------------- | ----------------------- | -------------- |
| 1    | 燃えろ!ギアファイト魂                                 | 五武冬史 | 井内秀治                 | 菱田正和                | 永島明子                | 2001年 10月7日 |
| 2    | あんぱんファイターを探せ!                             | 五武冬史 | 菱川直樹                 | 菱川直樹                | しんぼたくろう 中田栄治 | 10月14日       |
| 3    | 天才ギアマスタージン                                  | 北嶋博明 | 南康宏                   | 南康宏                  | 高橋晃                  | 10月21日       |
| 4    | 4人目のファイター                                     | 吉野弘幸 | 高木茂樹                 | 高木茂樹                | 久行宏和                | 10月28日       |
| 5    | トビタクラブの危機                                    | 木村暢   | 福田己津央               | 高田昌宏                | 高橋晃                  | 11月11日       |
| 6    | ギアを賭けたファイト                                  | 桜井正明 | 小野学                   | 小野学                  | 米山浩平                | 11月18日       |
| 7    | 兄からの贈り物                                        | 五武冬史 | 菱田正和                 | 菱田正和                | 高橋晃                  | 11月25日       |
| 8    | タコ焼きバトルロイヤル!                               | 北嶋博明 | 菱川直樹                 | 菱川直樹                | しんぼたくろう 中田栄治 | 12月2日        |
| 9    | ジロウの古傷                                          | 木村暢   | 西村純二                 | 高木茂樹                | 高橋晃                  | 12月9日        |
| 10   | 天才は天才を呼ぶ!                                     | 吉田伸   | 近藤信宏                 | 高田昌宏                | 久行宏和                | 12月16日       |
| 11   | 勝利への執念                                          | 吉野弘幸 | 南康宏 小野学            | 南康宏                  | 高橋晃                  | 12月23日       |
| 12   | 史上最強のギア鎧輝                                    | 北嶋博明 | 菱田正和                 | 菱田正和                | 米山浩平                | 12月30日       |
| 13   | 友情とライバル                                        | 五武冬史 | 菱川直樹                 | 菱川直樹                | 村上直紀                | 2002年 1月6日  |
| 14   | マンガンジの野望                                      | 木村暢   | 高木茂樹                 | 高木茂樹                | 高橋晃                  | 1月13日        |
| 15   | 北の国の剣豪武蔵!                                     | 吉田伸   | 福田己津央 西村純二      | 高田昌宏                | しんぼたくろう 中田栄治 | 1月20日        |
| 16   | それぞれの闘い!                                       | 吉野弘幸 | 菱田正和                 | 菱田正和                | 高橋晃                  | 1月27日        |
| 17   | 恐怖のイリュージョンカップ!                           | 吉田伸   | 西村純二 小野学          | 南康宏 小野学           | 久行宏和                | 2月3日         |
| 18   | ガルダイーグルに吹く風                                | 木村暢   | 高木茂樹 福田己津央      | 高木茂樹 福田己津央     | 村上直紀                | 2月10日        |
| 19   | タコヤキングの逆襲!                                   | 北嶋博明 | 菱田正和 小野学          | 菱田正和 小野学         | 高橋晃                  | 2月17日        |
| 20   | 翔べ!ガルダイーグル!!                                 | 吉野弘幸 | 近藤信宏                 | 高田昌宏 小野学         | 米山浩平                | 2月24日        |
| 21   | トビタクラブ大進撃!                                   | 北嶋博明 | 宮地昌幸 小野学          | 小倉宏文 小野学         | 高橋晃                  | 3月3日         |
| 22   | 哀しみの勝利                                          | 北嶋博明 | 菱田正和                 | 菱田正和                | 戸部敦夫                | 3月10日        |
| 23   | その一点をねらえ!                                     | 吉野弘幸 | 南康宏 菱川直樹 小野学   | 南康宏 小野学           | しんぼたくろう 中田栄治 | 3月17日        |
| 24   | 悔いなき一投!                                         | 木村暢   | 池端隆史 小野学          | 高木茂樹 小野学         | 高橋晃                  | 3月24日        |
| 25   | 友よ、激闘の果てに!                                   | 吉田伸   | 宮地昌幸 小野学          | 高田昌宏                | 久行宏和                | 3月31日        |
| 26   | 誕生!ガルダフェニックス!                              | 五武冬史 | 菱田正和                 | 菱田正和                | 高橋晃                  | 4月7日         |
| 27   | コウヤ対ハイパーじいちゃん!                           | 井内秀治 | 菱川直樹                 | 菱川直樹                | 久行宏和                | 4月14日        |
| 28   | 新たなるライバル王虎（ワンフー）!                     | 小泉卓   | 菱田正和 高木茂樹 小野学 | 小倉宏文 小野学         | 米山浩平                | 4月21日        |
| 29   | 開幕!アジアカップ                                     | 木村暢   | 南康宏 菱川直樹 小野学   | 南康宏 小野学           | 高橋晃                  | 4月28日        |
| 30   | 唸れ!ビートルダッシュ!!                               | 稲荷昭彦 | 高木茂樹 小野学          | 高木茂樹                | しんぼたくろう 高橋誠一 | 5月5日         |
| 31   | ブラックガルダの謎                                    | 吉野弘幸 | 高田昌宏 小野学          | 高田昌宏                | 高橋晃                  | 5月12日        |
| 32   | 時を駈ける絆                                          | 吉田伸   | 菱田正和                 | 菱田正和                | 久行宏和                | 5月19日        |
| 33   | 激突!鳳凰（ガルダフェニックス）VS猛虎（タイガレイド） | 木村暢   | 菱田正和 小野学          | 菱田正和 小野学         | 戸部敦夫                | 5月26日        |
| 34   | 究極のファイター!万願寺三凱将!                        | 吉野弘幸 | 小倉宏文 小野学          | 小倉宏文                | 高橋晃                  | 6月2日         |
| 35   | 宿命の対決!アジアカップ最終決戦!                      | 北嶋博明 | 高木茂樹 小野学          | 高木茂樹 小野学         | 米山浩平                | 6月9日         |
| 36   | アジアカップTODAYスペシャル!                          | 伯方志緒 | 高田昌宏                 | 高田昌宏                | -                       | 6月16日        |
| 37   | 忍者ファイター見参!                                   | 伯方志緒 | 菱田正和                 | 南康宏                  | 高橋晃                  | 6月23日        |
| 38   | ガルダイーグルを作った男                              | 木村暢   | 菱川直樹                 | 菱川直樹                | しんぼたくろう 橋本誠一 | 6月30日        |
| 39   | バルト海の荒鷲ガレン!                                 | 吉野弘幸 | 菱田正和                 | 菱田正和                | 高橋晃                  | 7月7日         |
| 40   | 決闘!クラッシュ巌流島                                 | 吉田伸   | 高田昌宏 金田正彦        | 高田昌宏                | 久行宏和                | 7月14日        |
| 41   | ワールドカップ新たなる戦い!                           | 北嶋博明 | 小倉宏文 小野学          | 小倉宏文 小野学         | 高橋晃                  | 7月21日        |
| 42   | 華麗なる白い騎士団（ヴァイスリッターズ）              | 木村暢   | 高木茂樹 小野学          | 高木茂樹 小野学         | 米山浩平                | 7月28日        |
| 43   | 絆に結ばれたファイト!                                 | 吉野弘幸 | 菱田正和                 | 南康宏                  | 高橋晃                  | 8月4日         |
| 44   | 発動!恐怖の虎超氷撃（フーチャオピンジー）!!           | 伯方志緒 | 菱田正和                 | 菱田正和                | 戸部敦夫                | 8月11日        |
| 45   | 受け継がれるもの                                      | 伯方志緒 | 菱川直樹 小野学          | 菱川直樹 小野学         | 高橋真一                | 8月18日        |
| 46   | U-YAの秘密                                            | 北嶋博明 | 高田昌宏                 | 高田昌宏                | 高橋晃                  | 8月25日        |
| 47   | タイガフレアの涙                                      | 吉野弘幸 | 高木茂樹                 | 高木茂樹                | しんぼたくろう 橋本誠一 | 9月1日         |
| 48   | 荒鷲グリフィード、再び!                               | 木村暢   | 菱田正和                 | 菱田正和                | 高橋晃                  | 9月8日         |
| 49   | 憎しみの黒き不死鳥（フェニックス）                    | 吉田伸   | 菱川直樹 小野学          | 菱川直樹 小野学         | 高橋真一                | 9月15日        |
| 50   | 破壊貴公子ケイン                                      | 北嶋博明 | 菱田正和 小野学          | 池端隆史 小野学         | 高橋晃                  | 9月22日        |
| 51   | 疾風のアークキャバリアー!                             | 木村暢   | 高田昌宏                 | 高田昌宏                | 米山浩平                | 9月29日        |
| 52   | 心を繋ぐファイト                                      | 木村暢   | 菱田正和                 | 菱田正和                | 戸部敦夫                | 10月6日        |
| 53   | 秘められた力                                          | 井内秀治 | 高木茂樹                 | 高木茂樹                | 高橋晃                  | 10月13日       |
| 54   | 忍者ファイターを撃ち破れ!                             | 樋口達人 | 菱田正和                 | 菱田正和                | 久行宏和 高橋真一       | 10月20日       |
| 55   | 誇りあるギアファイト                                  | 吉田伸   | 菱川直樹 小野学          | 菱川直樹 小野学         | 高橋晃                  | 10月27日       |
| 56   | 対決!クロウド対キョウスケ!                            | 吉野弘幸 | 高田昌宏                 | 高田昌宏                | 久行宏和                | 11月3日        |
| 57   | 友情のリング                                          | 吉野弘幸 | 高木茂樹                 | 高木茂樹                | 高橋晃                  | 11月10日       |
| 58   | 勝利を摑む者                                          | 木村暢   | ワタナベシンイチ 小野学  | ワタナベシンイチ 小野学 | 久行宏和 高橋真一       | 11月17日       |
| 59   | 古城の対決!ジロウ対U-YA!                              | 木村暢   | 松園公 小野学            | 池端隆史 小野学         | 高橋晃                  | 11月24日       |
| 60   | 約束のファイト                                        | 北嶋博明 | 菱川直樹                 | 菱川直樹                | 久行宏和 高橋真一       | 12月1日        |
| 61   | 友に届け!ギアの心                                     | 北嶋博明 | 高田昌宏                 | 高田昌宏                | 高橋晃                  | 12月8日        |
| 62   | 黒い森のギアマスター                                  | 井内秀治 | 菱田正和                 | 菱田正和                | 戸部敦夫                | 12月15日       |
| 63   | ガルダの名の下に                                      | 木村暢   | 高木茂樹                 | 高木茂樹                | 高橋晃                  | 12月22日       |
| 64   | 魂のギアファイト                                      | 木村暢   | ワタナベシンイチ 小野学  | ワタナベシンイチ 小野学 | 久行宏和 高橋真一       | 12月29日       |
| 65   | 永遠の好敵手（ライバル）                              | 吉野弘幸 | 菱川直樹 小野学          | 菱川直樹 小野学         | 高橋晃                  | 2003年 1月5日  |
| 66   | 運命のラストファイト                                  | 井内秀治 | 高田昌宏                 | 高田昌宏                | 久行宏和 高橋真一       | 1月12日        |
| 67   | リングを翔ける疾風（かぜ）                            | 井内秀治 | 高木茂樹                 | 高木茂樹                | 高橋晃                  | 1月19日        |
| 68   | 輝け!熱きギア魂!                                      | 井内秀治 | 菱田正和                 | 菱田正和                | 戸部敦夫                | 1月26日        |

## 劇場アニメ
激闘!クラッシュギアTURBO カイザバーンの挑戦!
東映アニメフェアの一作として2002年7月に上映。世界最古のギア「カイザバーン」を操るギア・エンペラーを相手にコウヤと万願寺がタッグを組んで立ち向かう。アジアカップ後の準備期間中に起きた出来事とされ、本編中のエピソードにも若干だがリンクする。

### 登場人物（劇場）
ギア・エンペラー / ジェイク・グランドシュタイン
声 - 福山潤
本編の黒幕。万願寺グループと並ぶ、世界有数の大企業「グランドシュタイングループ」の御曹司。
幼い頃に行った、万願寺とのギアファイトがきっかけでギアファイトの楽しさを知るが、ギアを破壊するまで戦うことを求め、それを知らしめるべくGFA本部からカイザバーンを盗み出し、6大陸カップの上位入賞者達にギアファイトを挑む。
コウヤと万願寺とのファイトで心境の変化が見られたが、野望は捨てておらず、「今日の所は見逃してやろう、だが、次は覚悟しておくがいい」と捨て台詞を言い残し去っていった。
ギア・ゴッド
本編のキーパーソン。
ナレーション
声 - 小杉十郎太

### クラッシュギア（劇場）
カイザバーン
ガルダフェニックス（ゴルドブレード装着）
カイザバーン（ゴルドブレード装着）

### 主題歌
エンディングテーマ「ALRIGHT NOW!〜 Movie Re-mix ver.〜」
作詞 - 影山ヒロノブ / 作曲・須藤賢一 / 歌 - JAM Project featuring 松本梨香
挿入歌「GET UP CRUSH FIGHTER!」
作詞：影山ヒロノブ/作曲 - 影山ヒロノブ/編曲 - 河野陽吾 ／ 歌 - JAM Project featuring 影山ヒロノブ、松本梨香、さかもとえいぞう、遠藤正明

## 関連商品
※価格（税込）はいずれも発売当時。

### 漫画
『激闘！クラッシュギアT』
作画：松本久志 講談社ボンボンコミックス 全4巻
アニメのコミカライズ。登場人物や基本的なストーリーは同じだが、オリジナル要素や独自の展開も多く、コウヤが最後に戦う相手がアニメと異なっている。ギアファイトの描写がアニメよりもやや現実的になっているのも特徴。
『コミックボンボン』にて2001年10月号から2003年1月号まで連載され、2002年には「兄貴の約束」「最強ギアマスター 迅キョスウケ伝説」「夏の夜のギアファイト」といった3本の番外編も掲載された。また、同誌では2003年の2月号より『クラッシュギアNitro』も引き続き連載し、最終巻に収録されなかった番外編「夏の夜のギアファイト」のみ、Nitroの単行本第1巻に収録されている。
1. 2002年2月 ISBN 4-06-323938-1
2. 2002年6月 ISBN 4-06-323946-2
3. 2002年11月 ISBN 4-06-323960-8
4. 2003年3月 ISBN 4-06-323967-5

### 関連書籍
- 『激闘!クラッシュギアT ひみつ大図鑑』 2002年4月 ISBN 4-06-339459-X
- 『激闘!クラッシュギアTURBO レディGO! ガルダフェニックス 最強ギアファイターはきみだ!』 2002年7月 ISBN 4-391-61451-0
- 『激闘!クラッシュギアTURBO 完全攻略ガイド』（プレイステーション用ゲームの攻略本） 2002年8月 ISBN 4-06-352504-X

### DVD
激闘!クラッシュギアTURBO
各4話収録。全17巻。定価3990円。それぞれに映像特典とライナーノーツが付属。2002年3月25日から2003年7月25日にかけてバンダイビジュアルから発売された。
激闘! クラッシュギアTURBO カイザバーンの挑戦
初回版にゴルドブレードの金メッキ仕様が同梱される。

### CD
- アルバム
  - 激闘!クラッシュギアTURBO オリジナルサウンドトラック Vol.1
  - 激闘!クラッシュギアTURBO オリジナルサウンドトラック Vol.2
- 主題歌CD
  - CRUSH GEAR FIGHT!!
  - 風のEAGLE
  - GET UP CRUSH FIGHTER!

全てランティスから発売されている。主題歌や挿入歌は全てJAM Projectが担当。「GET UP CRUSH FIGHTER!」はマキシシングルとしてリリースされたが、映画版のサウンドトラックにもなっている。各サウンドトラックのジャケットは最終話後に写されたコウヤ達のアルバムとなっている。

### ゲーム
激闘!クラッシュギアTURBO（プレイステーション用ソフト）
ナツメ制作。2002年7月25日に定価5040円で発売。ジャンルはギアコマンドバトル。
激闘!クラッシュギアTURBO ギアチャンピオンリーグ（ワンダースワン用ソフト）
ウィズ制作。2002年8月10日に定価4410円で発売。ジャンルはカスタマイズアクション。